# Boulieu-lès-Annonay
Boulieu-lès-Annonay est une commune française située dans le département de l'Ardèche, en région Auvergne-Rhône-Alpes. Sa proximité de la ville d'Annonay lui a donné une vocation résidentielle.

## Géographie

### Situation et description
Boulieu-lès-Annonay est positionné à 3 km à vol d'oiseau au nord d'Annonay. La commune se situe à 28,9 km de Saint-Étienne, 42 km de Valence et à 55,9 km de Lyon.

### Géologie et relief
La superficie de la commune est de 945 hectares ; son altitude varie entre 358 et 915 mètres. Son territoire se répartit de part et d'autre de la rivière Deûme.
La partie nord-est, au relief moins accentué, a été propice à l'urbanisation, qui se poursuit d'ailleurs ensuite sur la commune de Saint-Clair. Aux limites nord de la commune, un secteur boisé plus pentu demeure préservée, derrière la Madone du Colombier.
La partie ouest de la commune englobe un vallon plus rural qui s'étend jusqu'à la Croix de Chirol (915 m d'altitude).
La Deûme traverse la commune dans un fond de vallée le plus souvent encaissé. Les crues épisodiques se limitent généralement à s'étaler sur les prés du quartier des Sables.

### Climat
Pour des articles plus généraux, voir Climat d'Auvergne-Rhône-Alpes et Climat de l'Ardèche.
En 2010, le climat de la commune est de type climat du Bassin du Sud-Ouest, selon une étude du CNRS s'appuyant sur une série de données couvrant la période 1971-2000. En 2020, Météo-France publie une typologie des climats de la France métropolitaine dans laquelle la commune est dans une zone de transition entre le climat de montagne et le climat méditerranéen et est dans la région climatique Sud-est du Massif Central, caractérisée par une pluviométrie annuelle de 1 000 à 1 500 mm, minimale en été, maximale en automne.
Pour la période 1971-2000, la température annuelle moyenne est de 11 °C, avec une amplitude thermique annuelle de 17,3 °C. Le cumul annuel moyen de précipitations est de 853 mm, avec 8,2 jours de précipitations en janvier et 5,9 jours en juillet. Pour la période 1991-2020, la température moyenne annuelle observée sur la station météorologique de Météo-France la plus proche, sur la commune d'Annonay à 3 km à vol d'oiseau, est de 12,3 °C et le cumul annuel moyen de précipitations est de 801,5 mm,. Pour l'avenir, les paramètres climatiques de la commune estimés pour 2050 selon différents scénarios d'émission de gaz à effet de serre sont consultables sur un site dédié publié par Météo-France en novembre 2022.
| Mois                                  | jan.           | fév.           | mars           | avril         | mai           | juin          | jui.          | août           | sep.           | oct.          | nov.          | déc.           | année     |
| ------------------------------------- | -------------- | -------------- | -------------- | ------------- | ------------- | ------------- | ------------- | -------------- | -------------- | ------------- | ------------- | -------------- | --------- |
| Température minimale moyenne (°C)     | 0,2            | 0,2            | 2,9            | 5,7           | 9,5           | 12,9          | 14,9          | 14,5           | 11             | 8             | 3,6           | 0,9            | 7         |
| Température moyenne (°C)              | 3,8            | 4,7            | 8,4            | 11,6          | 15,5          | 19,4          | 21,6          | 21,3           | 17             | 12,8          | 7,5           | 4,4            | 12,3      |
| Température maximale moyenne (°C)     | 7,4            | 9,1            | 14             | 17,4          | 21,6          | 25,8          | 28,4          | 28,1           | 23,1           | 17,7          | 11,5          | 7,9            | 17,7      |
| Record de froid (°C) date du record   | −18 07.01.1985 | −13,5 05.02.12 | −11,5 01.03.05 | −5 08.04.03   | 0 06.05.1979  | 2 04.06.1984  | 6 27.07.1987  | 4,6 07.08.1987 | 1,8 22.09.1977 | −5 31.10.1997 | −9 28.11.1985 | −12,5 16.12.01 | −18 1985  |
| Record de chaleur (°C) date du record | 18,6 01.01.22  | 21,2 24.02.21  | 25,5 31.03.21  | 28,8 30.04.05 | 33,8 24.05.09 | 38,5 25.06.03 | 39,7 24.07.19 | 40,5 13.08.03  | 34 18.09.1987  | 29,8 10.10.23 | 22,7 14.11.23 | 19,5 01.12.00  | 40,5 2003 |
| Précipitations (mm)                   | 50,7           | 34,4           | 40,2           | 61,8          | 75,5          | 62,6          | 67,7          | 56,8           | 88,1           | 106,7         | 105,9         | 51,1           | 801,5     |

### Hydrographie

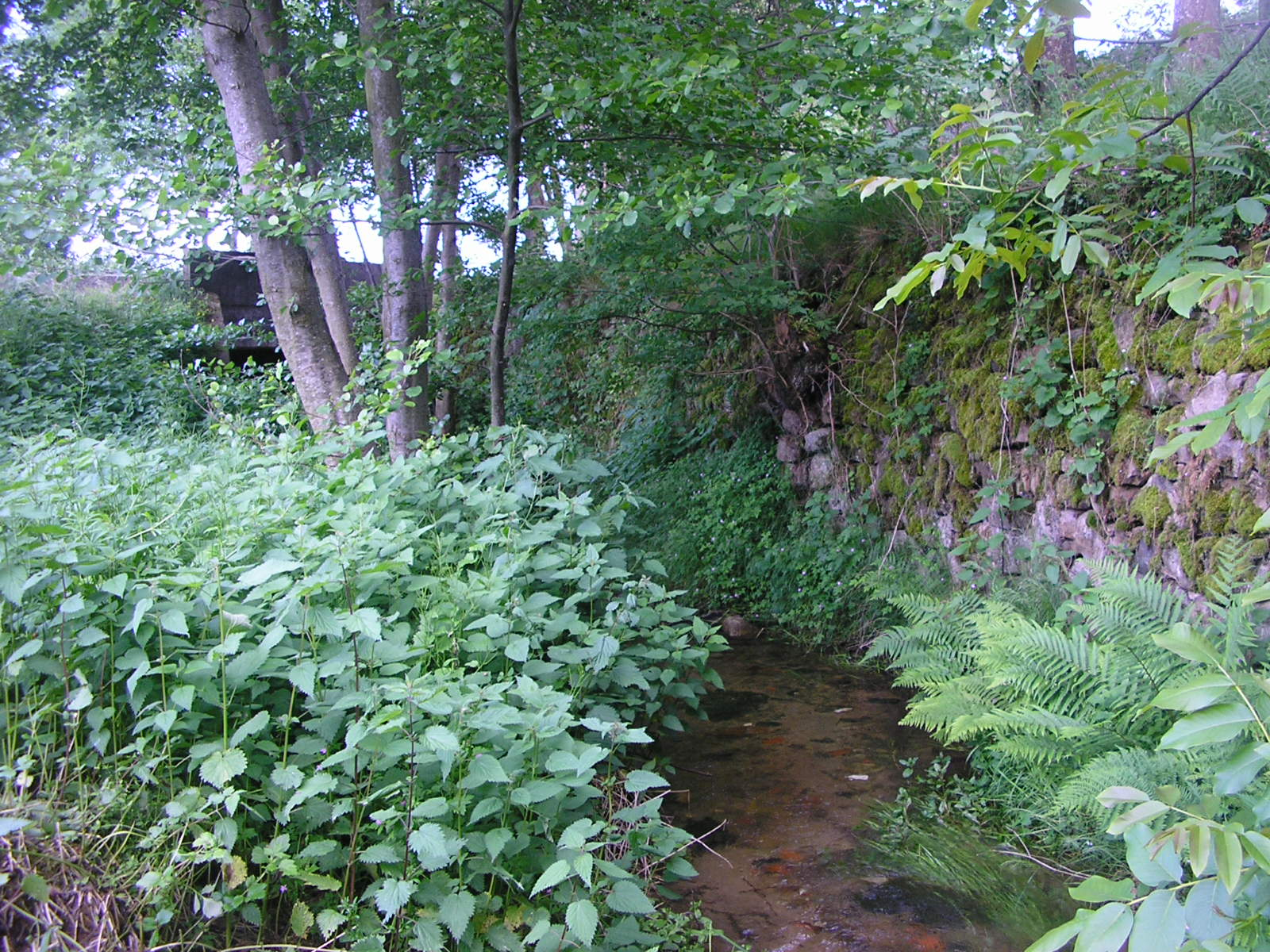
Le Ternay dans la commune voisine de Saint-Marcel-lès-Annonay.

Le territoire communal est traversé par le Ternay, petite rivière qui prend sa source près du col de l'Œillon dans la Loire.

### Voies de communication et transports
Le village est traversé d'ouest en est par l'ancienne nationale 82. Cette nationale, qui reliait Roanne à Andance, avait été créée et aménagée à partir de 1824. Son objectif était d'éviter aux usagers de la nationale 7 et aux vacanciers les encombrements de Lyon (surnom de « route Bleue » attribué). Son passage en plein centre du bourg a obligé en 1845 à élargir la rue principale. En 1958, un contournement nord a permis d'éviter le centre.
Une voie ferrée a traversé la commune entre 1885 et 1987 : la ligne de Firminy à Saint-Rambert-d'Albon.

## Urbanisme

### Typologie
Au 1er janvier 2024, Boulieu-lès-Annonay est catégorisée petite ville, selon la nouvelle grille communale de densité à 7 niveaux définie par l'Insee en 2022.
Elle appartient à l'unité urbaine d'Annonay, une agglomération intra-départementale dont elle est une commune de la banlieue,. Par ailleurs la commune fait partie de l'aire d'attraction d'Annonay, dont elle est une commune du pôle principal,. Cette aire, qui regroupe 37 communes, est catégorisée dans les aires de 50 000 à moins de 200 000 habitants,.

### Occupation des sols
L'occupation des sols de la commune, telle qu'elle ressort de la base de données européenne d’occupation biophysique des sols Corine Land Cover (CLC), est marquée par l'importance des territoires agricoles (41,8 % en 2018), en diminution par rapport à 1990 (52,3 %). La répartition détaillée en 2018 est la suivante : 
prairies (33,3 %), milieux à végétation arbustive et/ou herbacée (27,6 %), zones urbanisées (17,5 %), forêts (11 %), zones agricoles hétérogènes (8,4 %), espaces verts artificialisés, non agricoles (2 %), zones industrielles ou commerciales et réseaux de communication (0,2 %).
L'évolution de l’occupation des sols de la commune et de ses infrastructures peut être observée sur les différentes représentations cartographiques du territoire : la carte de Cassini (XVIIIe siècle), la carte d'état-major (1820-1866) et les cartes ou photos aériennes de l'IGN pour la période actuelle (1950 à aujourd'hui).

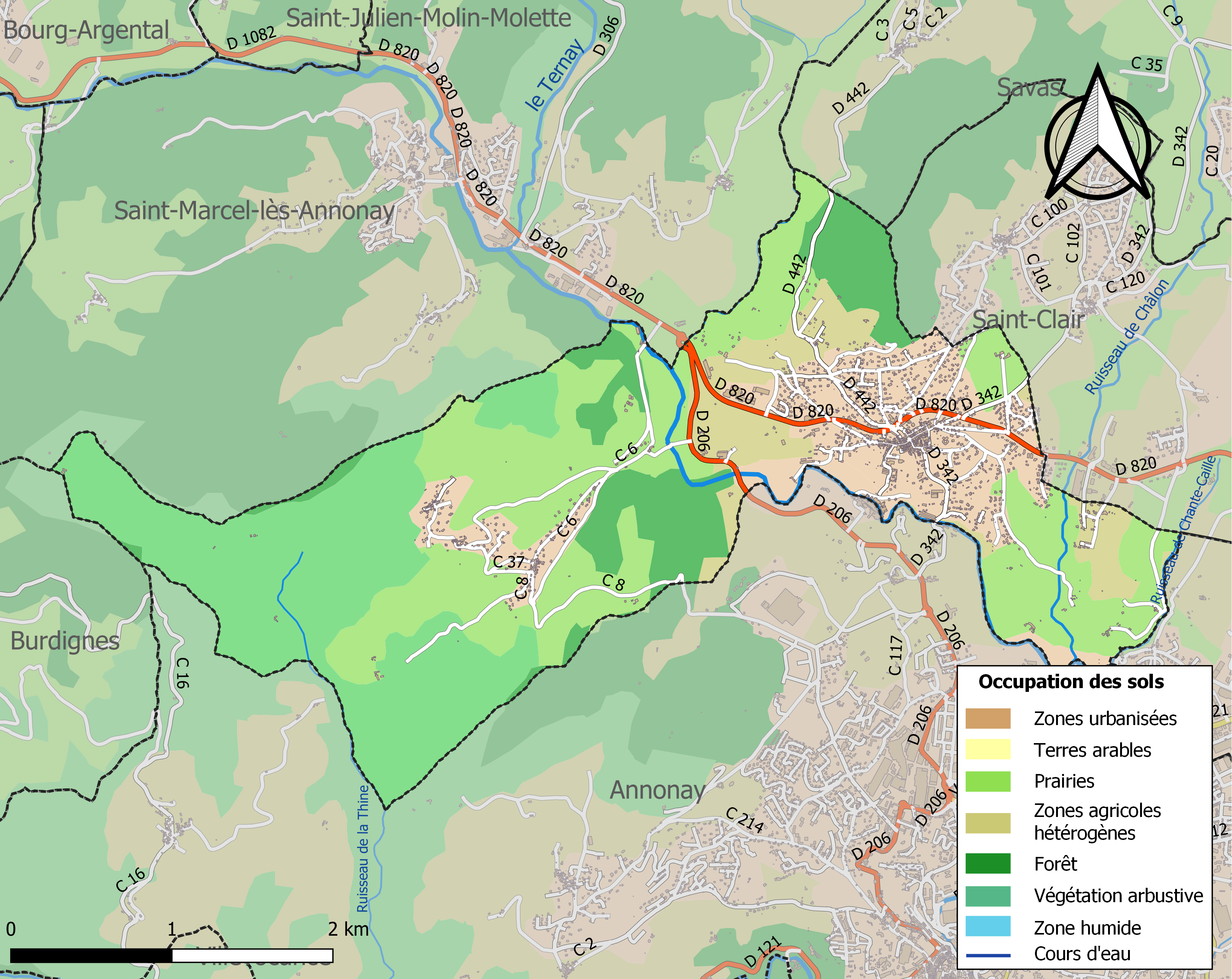
Carte des infrastructures et de l'occupation des sols de la commune en 2018 (CLC).

### Morphologie urbaine

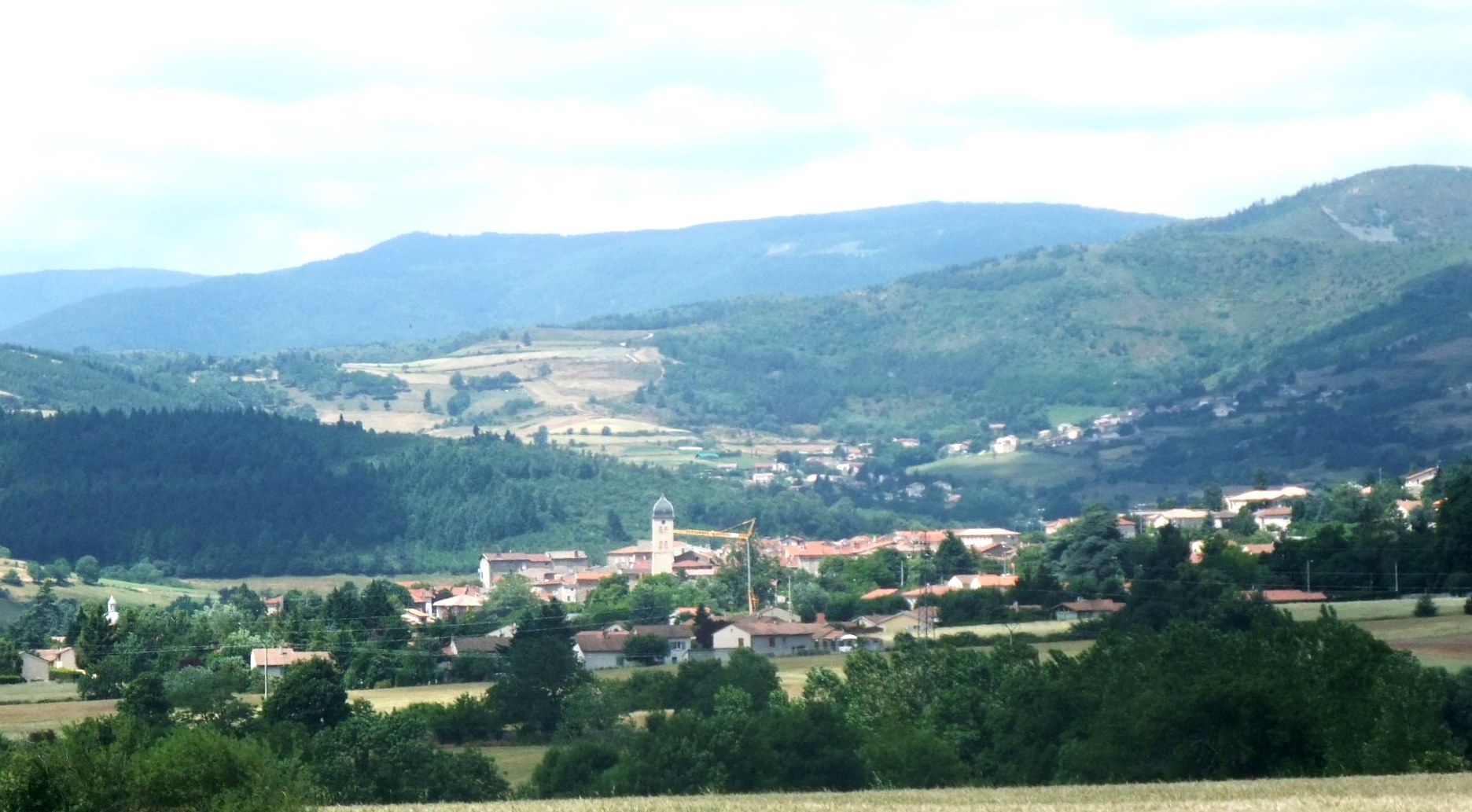
Une partie urbanisée et une autre plus rurale.

C'est la partie nord-est de la commune et ses espaces relativement plats qui ont vu se développer le village ancien, à l'intérieur puis autour de fortifications. Depuis les années 1960, l'exposition ensoleillée de cette partie de Boulieu, face au sud, n'a pas manqué d'attirer les résidences qui s'y sont multipliées, jusqu'au voisinage de l'agglomération voisine de Saint-Clair. Des industries se sont aussi installées près de l'ancienne nationale 82.
Le vallon ouest de la commune est occupé, à mi-hauteur, par trois hameaux contigus : les Seux, le Mouriol et Eyvas. Ils ont abrité pendant longtemps environ un tiers de la population communale. De nouvelles résidences se sont récemment installées dans ce secteur tranquille. Au nord-ouest, c'est ensuite la commune de Saint-Marcel.
Le fond de la vallée a vu s'installer au XIXe siècle une industrie papetière. Ses bâtiments abandonnés ont été repris par de nouvelles activités artisanales.

### Logement
En 2009, le nombre total de logements dans la commune était de 1 026, alors qu'il était de 895 en 1999.
Parmi ces logements, 89,4 % étaient des résidences principales, 4,1 % des résidences secondaires et 6,5 % des logements vacants. Ces logements étaient pour 79,3 % d'entre eux des maisons individuelles et pour 18,7 % des appartements.
La proportion des résidences principales, propriétés de leurs occupants était de 72,5 %, en hausse par rapport à 1999 (66,8 %). La part de logements HLM loués vides (logements sociaux) était de 5,0 % contre 8,6 % en 1999, leur nombre ayant diminué de 69 à 46.

## Toponymie
La signification du nom de la commune demeure incertaine. Selon Albin Mazon, on trouve en latin les noms de Bellilocus (lieu de guerre), Bolliacus, Bonus locus (bon lieu). En ancien français Bolieu (v. 1095), Boylieu (1275), Boilieu (XIVe siècle). En outre, il est probable que l'origine du toponyme renvoie à un "beau lieu" (bolio), d'origine vernaculaire donc, comme le montre notamment la première mention de 1095. 

## Histoire

### Chronologie des faits historiques

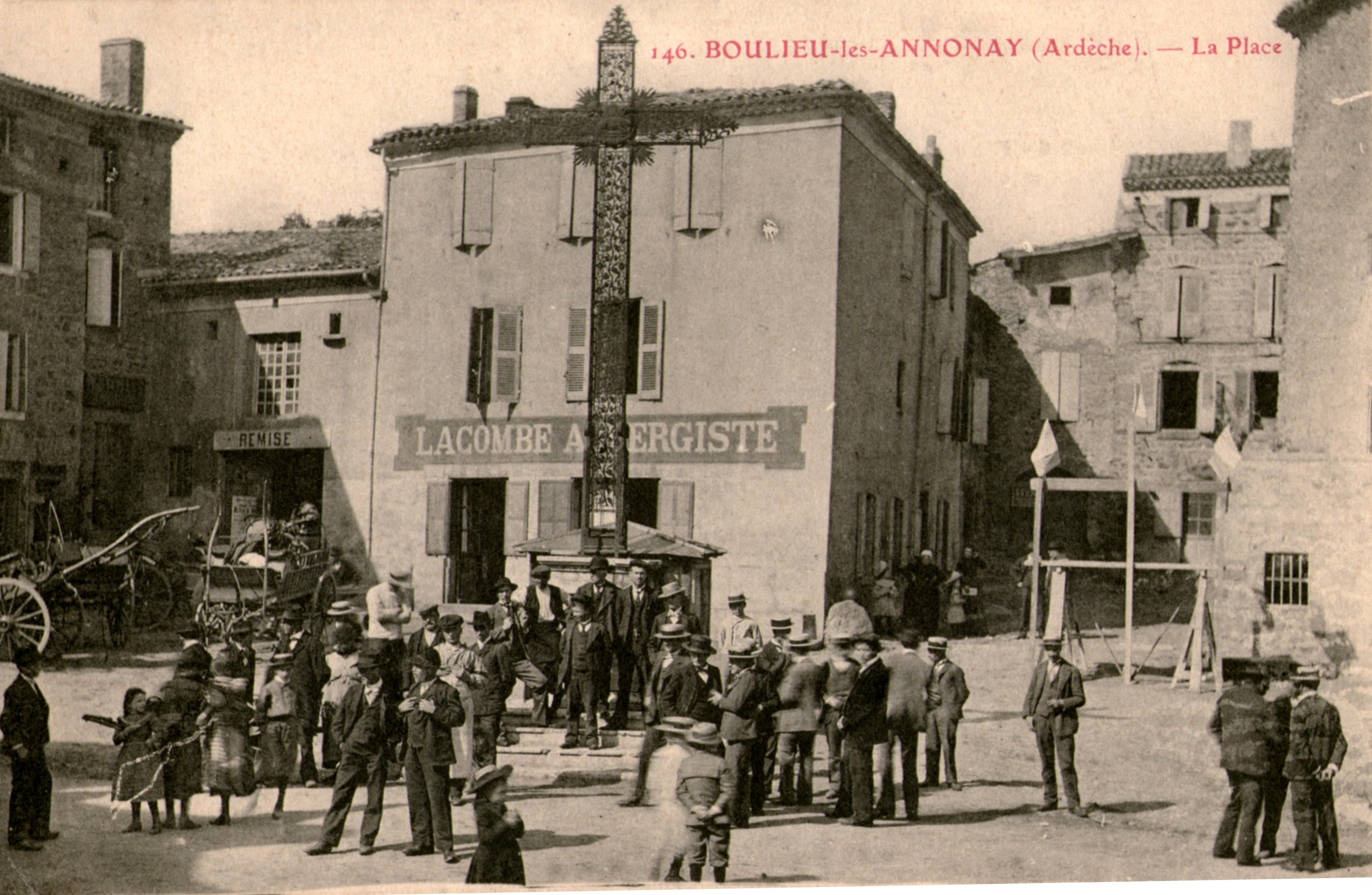
Place de Boulieu.

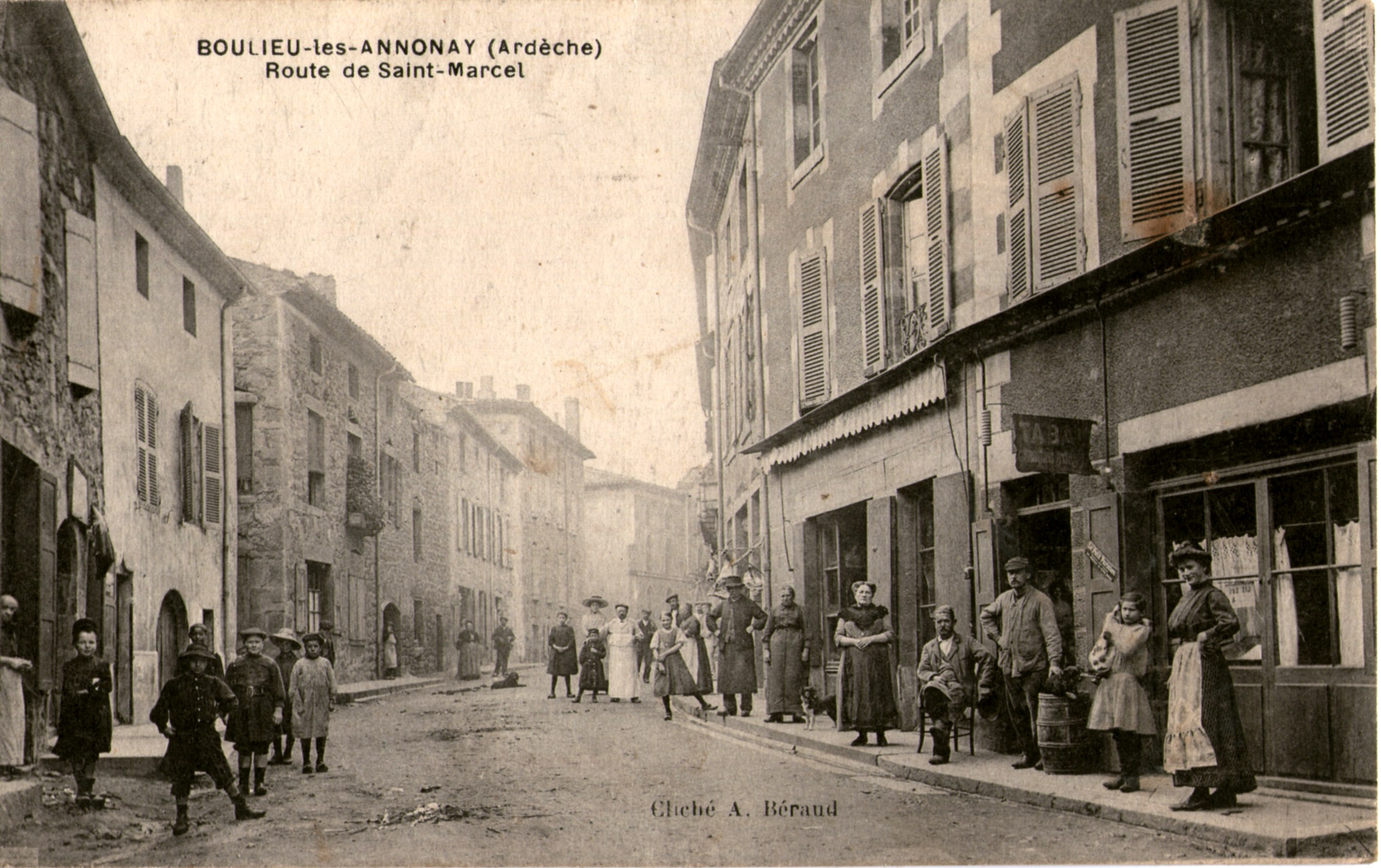
Route de Saint-Marcel (actuellement route d'Annonay), en 1905.

Les ouvrages cités en bibliographie permettent d'établir la chronologie suivante : 
- Moyen Âge   Culture de la vigne,
- Moyen Âge   Relais muletier,
- 1095     1er document parlant de Boulieu,
- 1381     Construction des fortifications,
- 1575     Destruction des faubourgs,
- 1594     Conflit de 62 ans avec les célestins,
- 1635     Fondation du couvent des ursulines,
- 1656     Agrandissement de l'église,
- 1685     Destruction du temple,
- 1817     Usine papetière de Grosberty,
- 1817     Retour des ursulines,
- 1823     École des frères maristes pour les garçons,
- 1864     Usine du Pont de la Pierre,
- 1885     Ouverture de la ligne de chemin de fer,
- 1886     Création d'un corps de pompier ,
- 1904     Fermeture définitive du couvent,
- 1944     8 août représailles allemandes,
- 1958     Arrivée de l'eau du Rhône,
- 1958     Contournement nord du village,
- 1969     Fermeture de l'école du Mouriol,
- 1971     HLM de Grusse,
- 1972     Mixité dans les écoles privées,
- 1979     Agrandissement et rénovation de la mairie,
- 1983     Salle polyvalente,
- 1986     Nouvelle usine des tissages Vincent,
- 1987     Fermeture de la voie ferrée,
- 1990     Extension de l'école publique,
- 1994     Maison d'accueil des personnes âgées,
- 2003     Jumelage avec Bonheiden (Belgique),
- 2012     Nouvelle cantine à l'Arc-en-Ciel,
- 2012     Construction d'une halle pour abriter le marché ainsi que des événements associatifs,
- 2018     Suppression de la caserne des pompiers, fusionné avec celle d'Annonay et de Davezieux[27],
- 2020     Construction d'une nouvelle mairie à la place de l'ancienne caserne des pompiers[28],

### Un lieu de passage

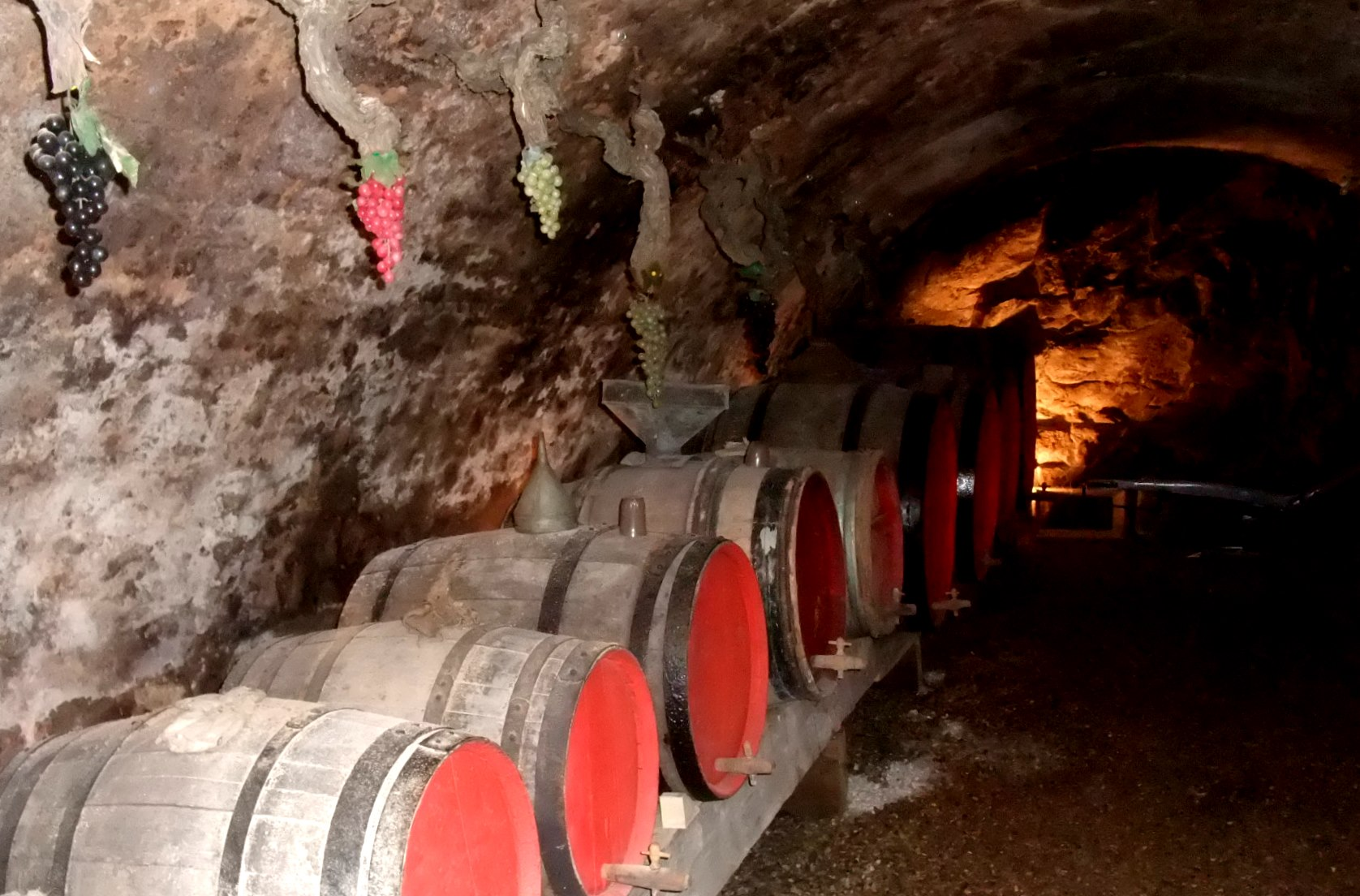
Un labyrinthe de caves.

Il faut rappeler que le plateau annonéen témoigne d'une occupation antique, à travers des établissements ruraux, des nécropoles à incinérations ou à inhumations et de possibles ateliers de potiers. En outre, cette occupation semble constituer un prolongement vers l'ouest, sur le plateau en altitude, du peuplement plus dense du rivage rhodanien.
Aucune trace n'a été trouvée, jusqu'à présent, de présence antique à Boulieu, en raison notamment de l'absence d'opération archéologique. Sur les communes environnantes, deux opérations d'archéologie préventive ont mis en évidences des vestiges antiques. La première, menée par Vincent Georges, a eu lieu sur la commune de Saint-Marcel-lès-Annonay, au lieu-dit du Moulin du Roy. Outres quelques vestiges médiévaux, elle a révélé du mobilier protohistorique, plutôt datable du Bronze final 3b ou du Premier Age du Fer. La seconde, toujours réalisée par V. Georges en 2002, cette fois-ci à Saint-Clair, au lieu-dit Chantecaille, a mis au jour une structure de type mur de terrasse de culture, réutilisant des tegulae et de la céramique antique.
Le contexte topographique de Boulieu laisse supposer que le site a pu être occupé depuis longtemps (Néolithique et Age des Métaux). En effet, l'endroit témoigne d'une exposition sud, entre bois et terres cultivables, à proximité d'une rivière.
La question de l'axe routier à Boulieu a été étudiée par Franck Brechon, essentiellement durant le Moyen Âge mais aussi l'Antiquité. Trois axes antiques parcouraient a priori le plateau annonéen. Le premier allait de Champagne à Annonay, le deuxième de Tournon à Annonay, par Quintenas, et le troisième, dit chemin de Varogne, du port de Silon à Satillieu, par Ardoix et Saint-Romain-d’Ay. Pour Boulieu, un axe devait venir d'Annonay pour rejoindre l'axe entre Vienne et Saint-Paulien, passant par Bourg-Argental notamment.
Une occupation humaine peut s'imaginer dès le haut Moyen Âge, mais l'absence de témoins archéologiques et archivistiques rend difficile toute affirmation.
La première preuve écrite de l'existence de Boulieu ne date que de 1095.
Au Moyen Âge, la bourgade semble avoir été très fréquentée par les convois de muletiers, car la plupart des maisons de Boulieu disposent de caves spacieuses, qui communiquent parfois. Ces "caves d'enfer" ont sans doute servi d'entrepôts aux convois de passage qui transportaient les denrées d'échange entre vallée du Rhône et Velay. Ils montaient le sel de la Méditerranée, des épices, de la soie, les vins du Vivarais et de la vallée du Rhône. Ils redescendaient des céréales, des fromages, des pois, des lentilles, des écorces, des peaux, des produits artisanaux … Les caves ont pu conserver aussi la production de vin locale, car la viticulture a été autrefois très développée sur les coteaux bien exposés de Boulieu.

### Un village fortifié

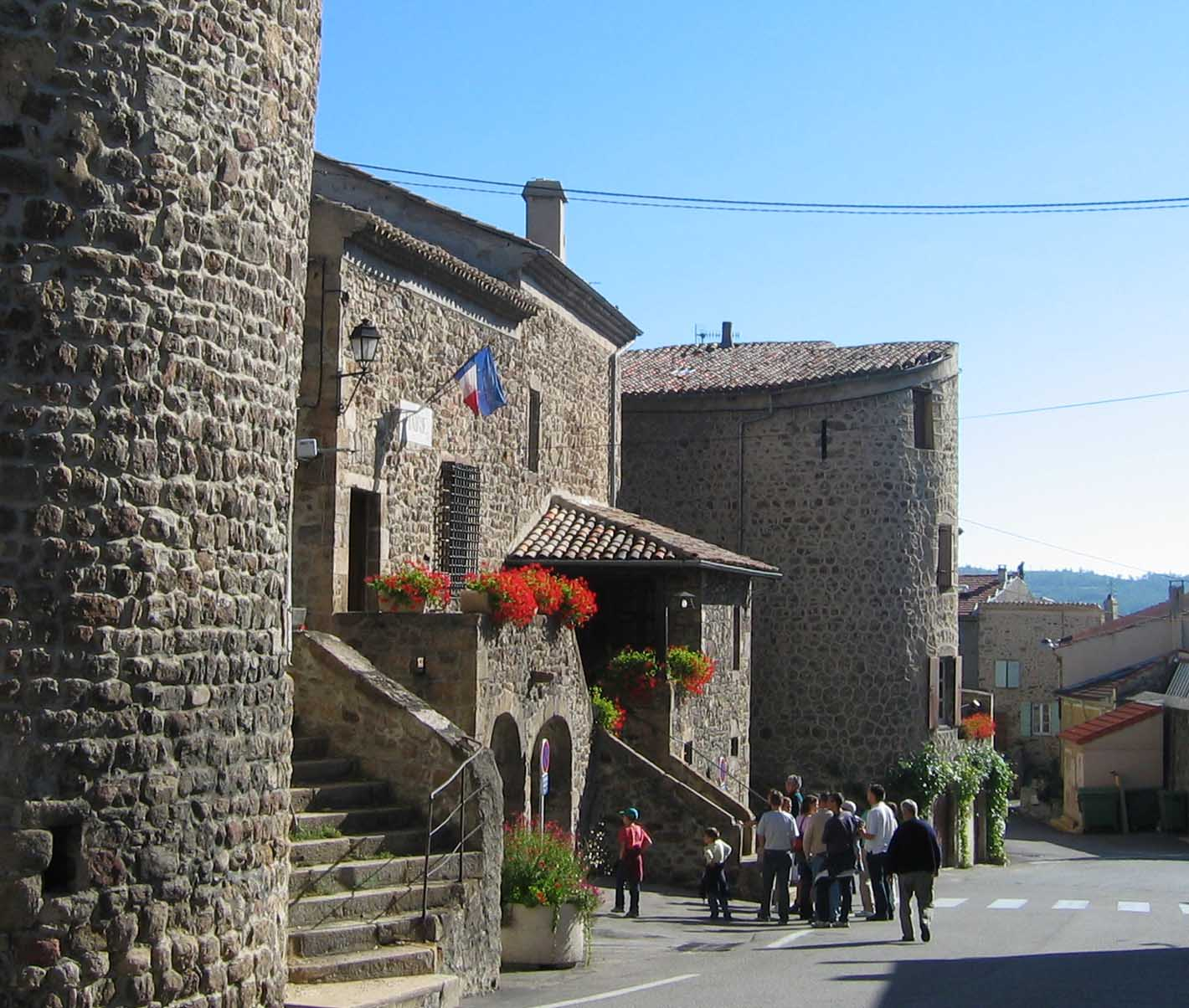
Des tours d'enceinte, ici autour de la mairie.

En 1381, dans un contexte de mise en défense du territoire lors de la guerre de Cent Ans, Boulieu a obtenu du seigneur d'Annonay l'autorisation de s'abriter derrière des murailles. Une enceinte quadrangulaire ainsi été réalisée autour du centre du village. Les murs des maisons donnant sur l'extérieur ont été puissamment renforcés. Neuf tours ont consolidé les angles de murs, en ne laissant que quelques portes d'entrée. Ces fortifications ont effectivement joué leur rôle de protection, notamment pendant les Guerres de Religion. Elles ont aussi donné à Boulieu l'allure d'une petite ville plus que d'un village : dans la région, ses habitants étaient considérés, à tort ou à raison, comme plus bourgeois que d'autres.
Le centre du village a conservé en grande partie la configuration qu'il avait au Moyen Âge. L'enceinte quadrangulaire reste bien visible, d'autant que les anciens fossés sont devenus des rues. Assez souvent, cependant, les murailles primitives ont été annexées ou dépassées par des maisons en mal d'agrandissement. C'est le cas de la mairie, installée dans un bâtiment qui a été acheté en 1791 aux religieux célestins. C'est aussi le cas pour l'église dont le nouveau chœur a été construit en 1656 en débordant de l'enceinte.
Sept des neuf d'origine sont toujours bien en place. Les principales portes d'accès n'existent plus, de part et d'autre de la rue principale. Il reste quand même quatre autres accès typiques, au sud et à l'est, par des rues secondaires. Leurs larges voûtes permettent d'apprécier l'épaisseur étonnante de l'ancien mur d'enceinte.

### Une vie religieuse parfois agitée

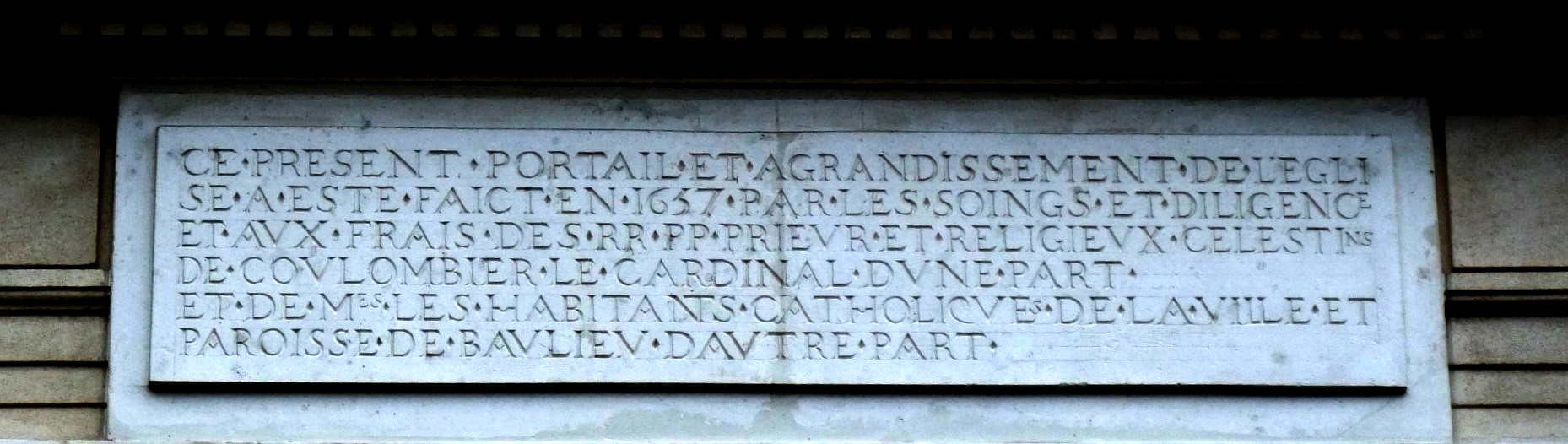
A l'entrée de la nouvelle église, le rappel de la négociation entre les paroissiens et les religieux célestins.

Au XVIe siècle, Boulieu n'a pas échappé aux désordres causés par les guerres de Religion, mais le bourg n'a pas connu les massacres fratricides de la ville d'Annonay. La majorité de sa population était restée catholique, et à plusieurs moments, la présence en résidence de troupes catholiques l'a préservée de toute attaque. Ses faubourgs n'ont cependant pas échappé à une dévastation en 1575, et les champs et les vignes ont été pillés à plusieurs reprises. En 1577, les protestants (une centaine d'habitants) ont pu établir un lieu de culte, et ont partagé avec les catholiques les responsabilités consulaires. Mais cette entente n'a pas duré indéfiniment : leur temple a été détruit en 1685 par les troupes royales.
La paroisse a dépendu à partir de 1476 des religieux célestins de Colombier le Cardinal. Ces derniers percevaient des redevances des paroissiens, mais ils étaient en contrepartie chargés d'entretenir l'église. En 1594, une demande des habitants pour agrandir l'église a entraîné avec les célestins réticents un long conflit juridique qui a duré 62 ans. L'église a fini par être agrandie en 1656, puis voûtée intérieurement en 1688.

### Le couvent des Ursulines

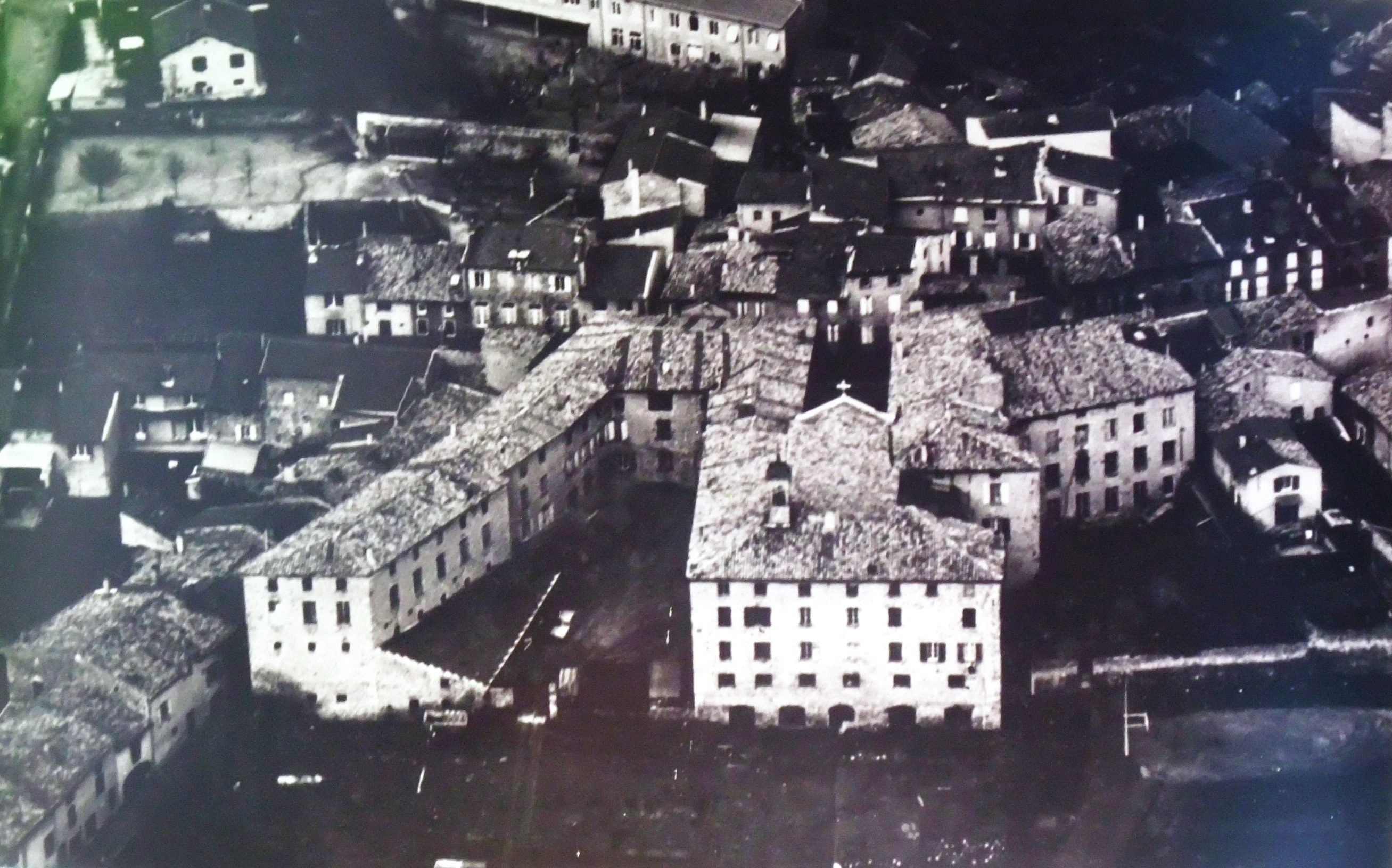
Les anciens bâtiments du couvent des ursulines.

En 1635, à la demande des habitants, c'est un couvent de religieuses ursulines qui a ouvert dans le faubourg ouest. Il assurait aussi l'éducation des filles. Malgré tout, à la Révolution, le bâtiment a été confisqué et vendu. Un peu plus tard, en 1817, de nouveaux bâtiments construits avec l'aide de la population ont permis un retour de la communauté. Ils comprenaient des salles de classe, un hospice de 15 lits et des ateliers de tissage qui employaient 8 personnes. Le couvent a fermé définitivement en 1904. L'ancienne chapelle a été utilisée comme théâtre. Les grands bâtiments ont servi de logements. Mais la plus grande partie a été démolie en 1980, pour cause de vétusté.

### Le temps des écoles

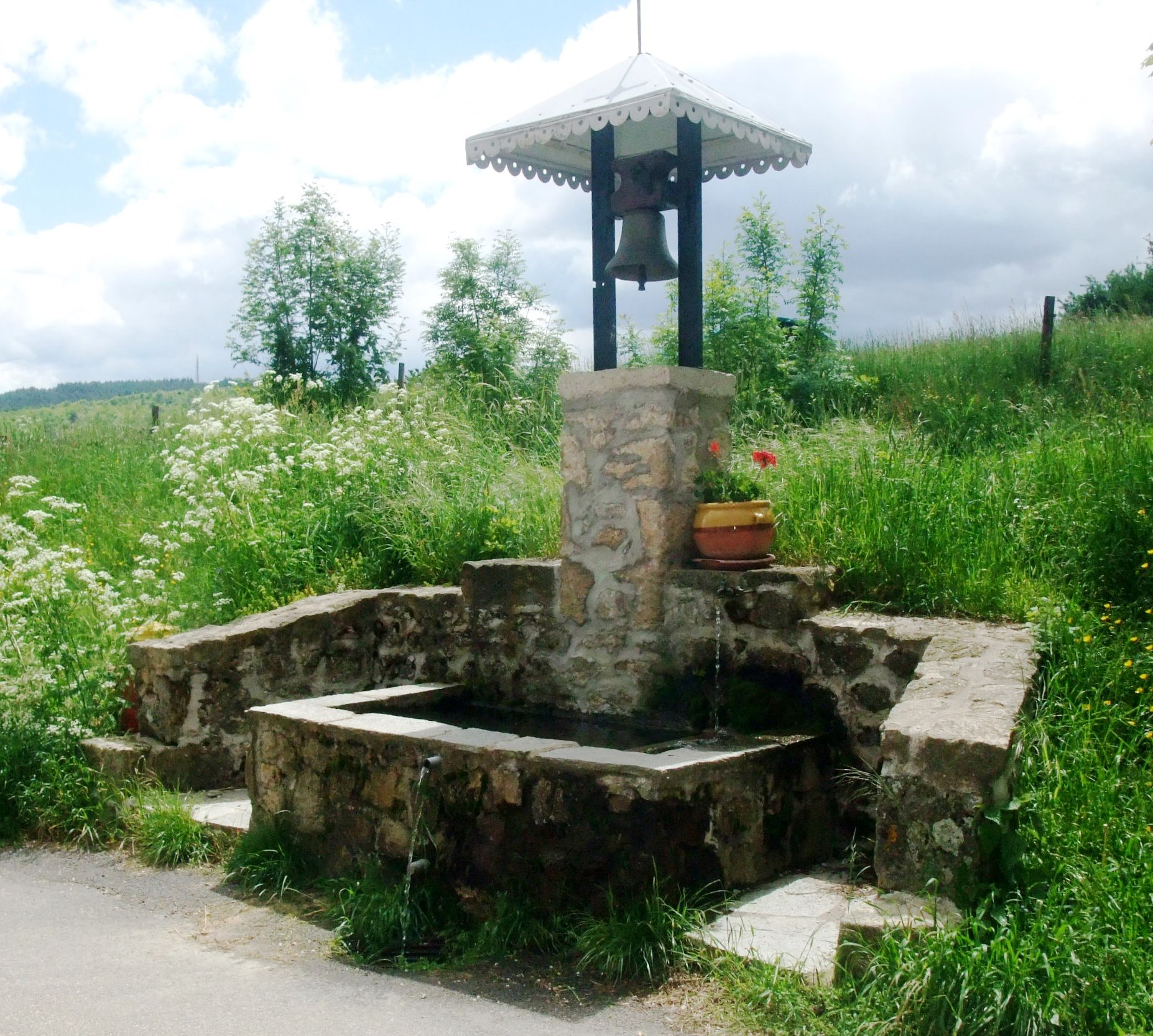
L'ancienne cloche de l'école des hameaux.

Pour l'éducation des filles, les religieuses ursulines, dans leur couvent, ont été les premières à assurer un enseignement. Après leur départ en 1904, elles ont été remplacées par des sœurs de Saint Joseph, jusqu'en 1981. Mais une école a aussi fonctionné dans les hameaux, au moins à partir de 1906, d'abord aux Seux, puis au Mouriol. Elle a fermé en 1969, avec le décès de la dernière sœur dominicaine. En souvenir, l'ancienne cloche de l'école a été remise en valeur près de l'emplacement de l'ancienne école.
Pour les garçons, ce sont des frères maristes qui ont encadré l'école des garçons du bourg, à partir de 1823. Des frères de Saint-Gabriel leur ont ensuite succédé. Les deux écoles privées ont adopté la mixité en 1972, par un référendum quasi unanime.
La présence d'une école publique à Boulieu date au moins de 1891. Son bâtiment actuel a été construit au début des années 1900, avec agrandissement en 1980 et en 1990.

### Le château de Mars

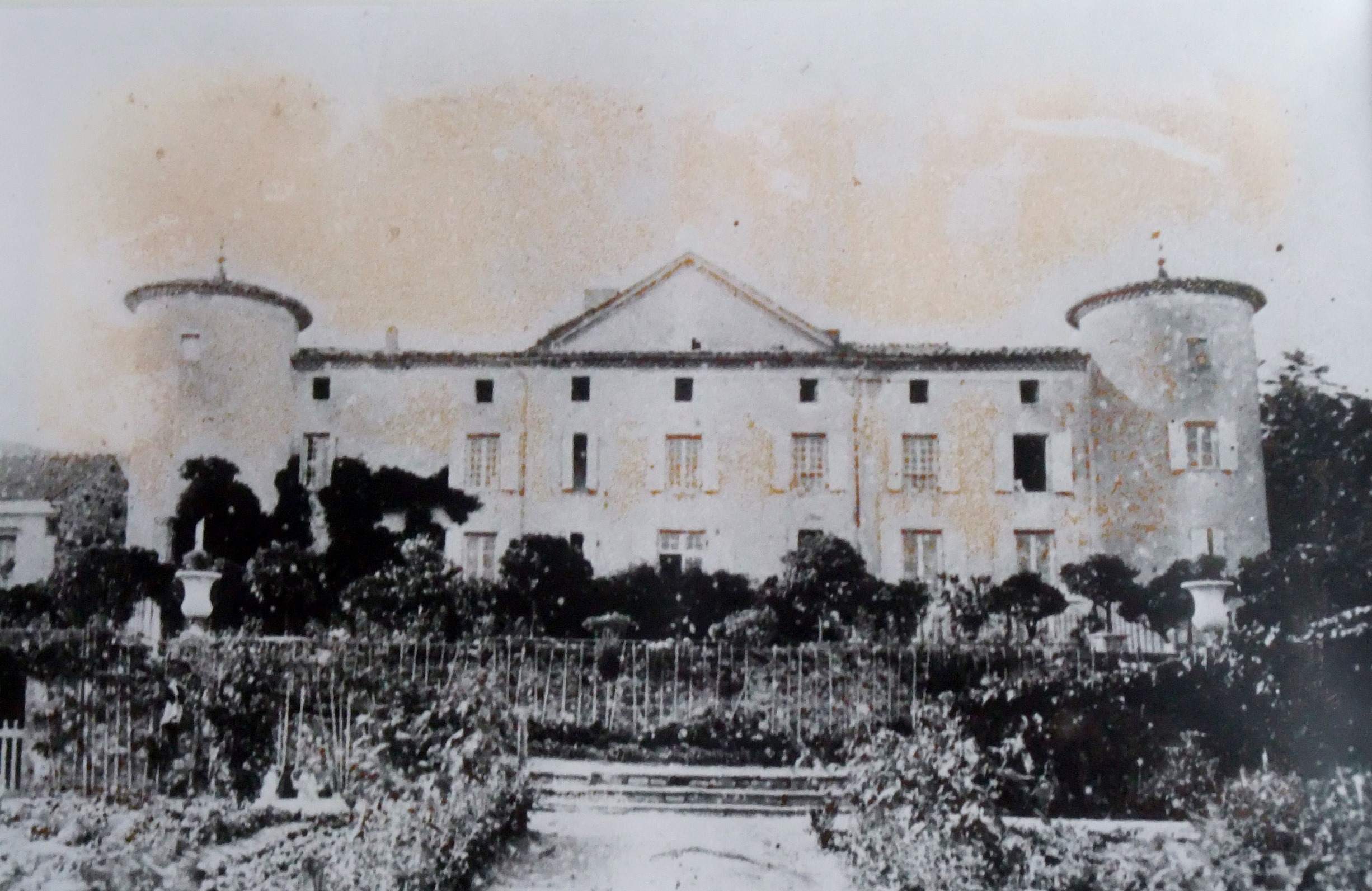
L'ancien château de Mars a été démoli en 1896.

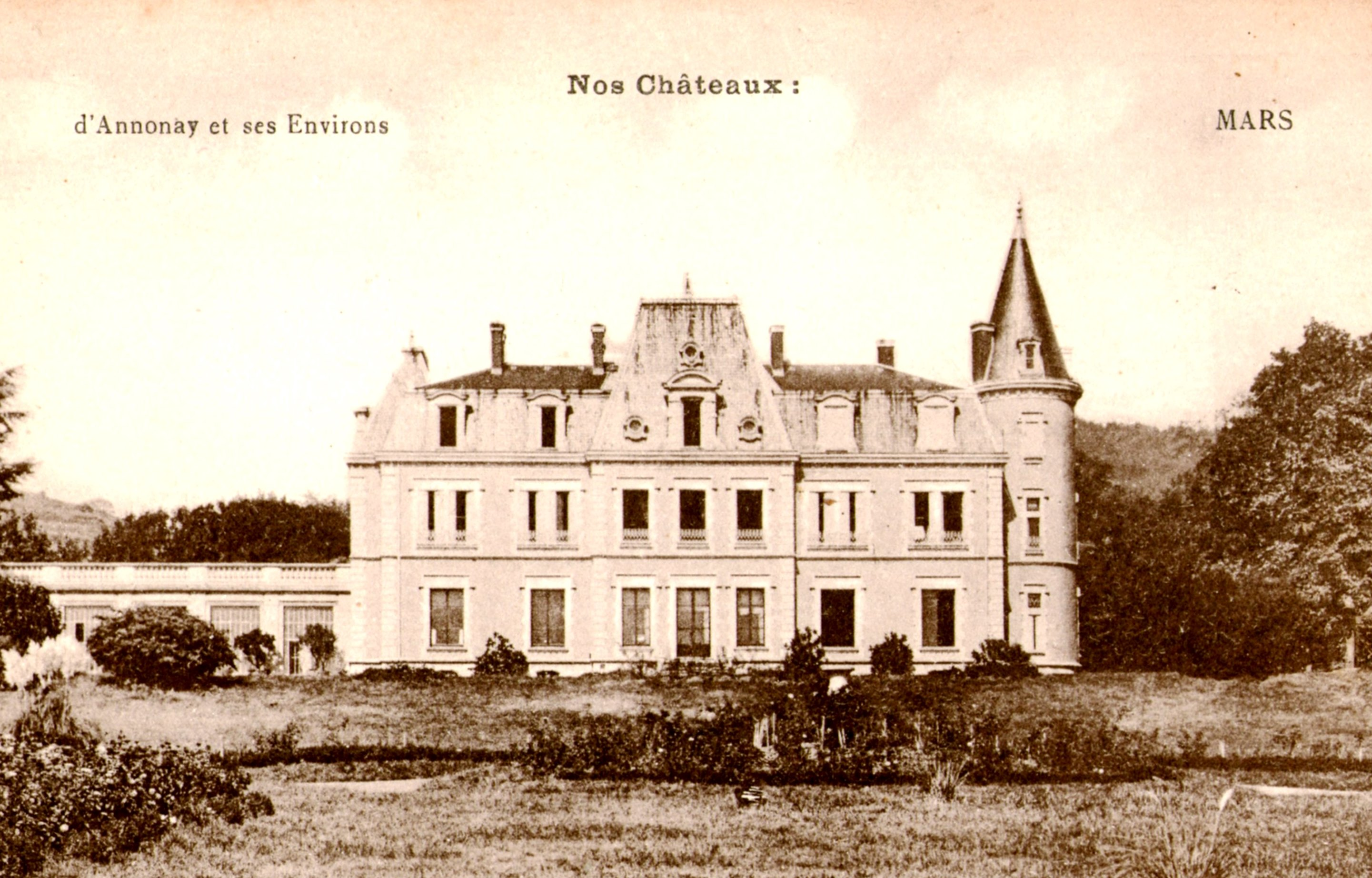
Le château de Mars, toujours occupé aujourd'hui par la famille Mignot.

En 1762, il semblerait que la propriété appartenait à un M. Lombard, élu municipal de Toulouse. Il s'agissait au moins d'une grande exploitation agricole. En 1822, Mars a été racheté par la famille Mignot, qui l'a conservé jusqu'à présent. Le château était déjà une grande maison flanquée de deux tours rondes.
Mais en 1896, Louis Mignot décida de faire raser la bâtisse pour construire le château actuel. Avec ses grandes pièces difficiles à chauffer, il a plus facilement servi de résidence d'été. Il est toujours résidence de vacances pour les descendants de la famille. Le domaine bénéficiait d'une adduction d'eau fiable grâce à l'eau de trois sources captées depuis les collines et amenées à un réservoir par de hautes canalisations. Certains étés, ces réserves d'eau ont servi à dépanner les villageois de Boulieu.

### L'ancienne voie ferrée

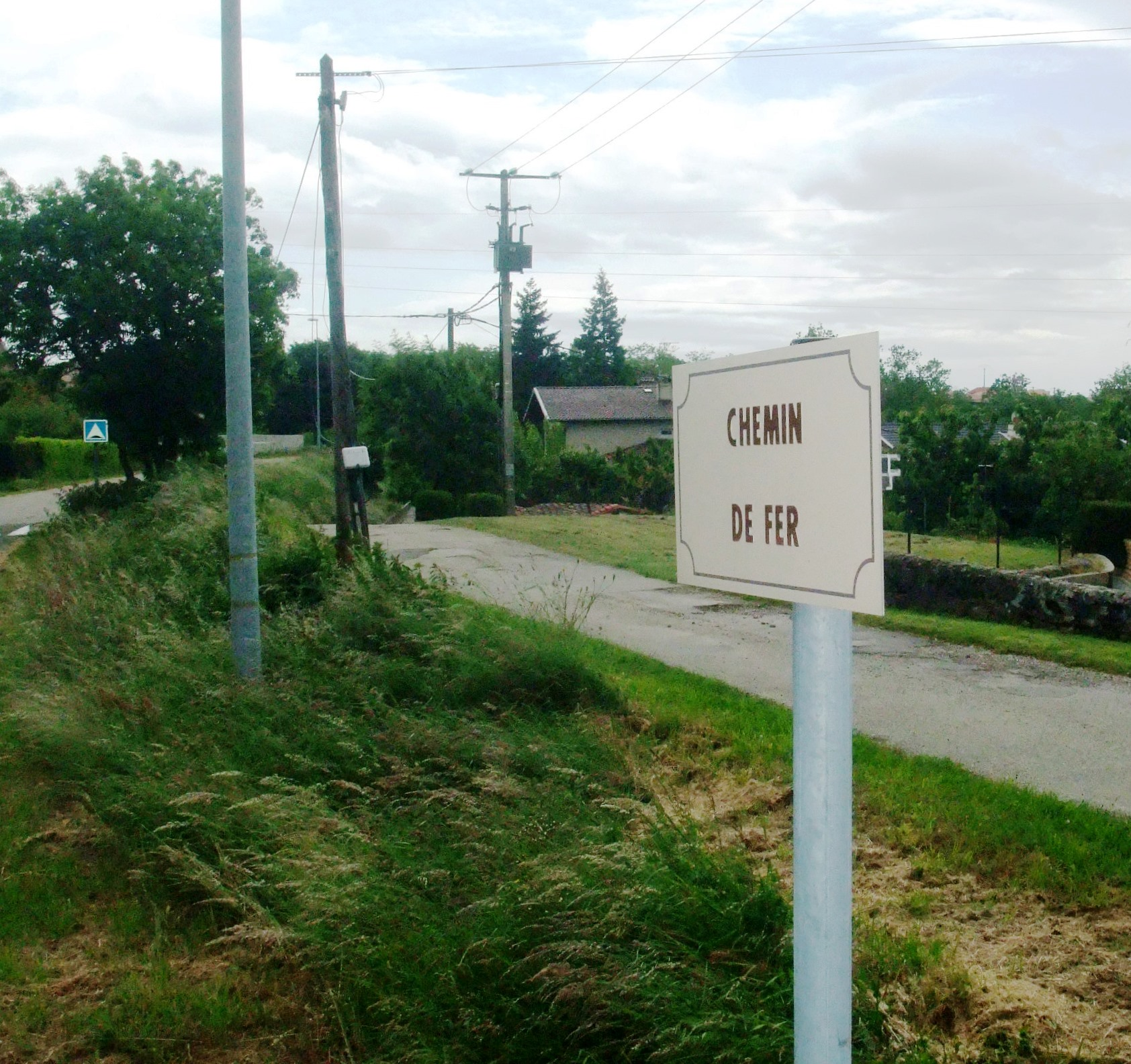
Un nom de rue original pour rappeler l'ancienne voie ferrée.

Le prolongement de la voie ferrée d'Annonay jusqu'à Firminy a été ouvert en 1885. Il traversait toute la commune d'est en ouest, avec une gare proche du village. Mais le trafic, en perte de vitesse après 1920, a été arrêté en 1940 pour les voyageurs et en 1987 pour les derniers trains de marchandises. Le site de la Gare est en partie occupé par une usine, et le reste de la voie a été rachetée par la municipalité. On peut encore en suivre en suivre le tracé. Il s'embroussaille du côté du viaduc de Vidalon, il est goudronné aux alentours du village, il est piétonnier vers St-Marcel et un passage entre falaises a été équipé en site d'escalade.

### Une adduction d'eau par étapes
La consommation de l'eau n'a pas toujours été simple à Boulieu. Pendant longtemps, chaque maison s'organisait avec son puits individuel. Il y a eu ensuite un premier captage de la source du Colombier qui a alimenté quatre fontaines. Deux autres captages, en 1925 et 1935, ont permis d'améliorer l'approvisionnement. Mais dans les étés arides, il fallait compléter avec de l'eau apportée du château de Mars dont le réservoir était alimenté par des captages plus lointains. Les derniers problèmes ont été résolus en 1958 par l'arrivée de l'eau de la nappe phréatique du Rhône dans le cadre d'un syndicat intercommunal.

### Des incidents pendant l'Occupation

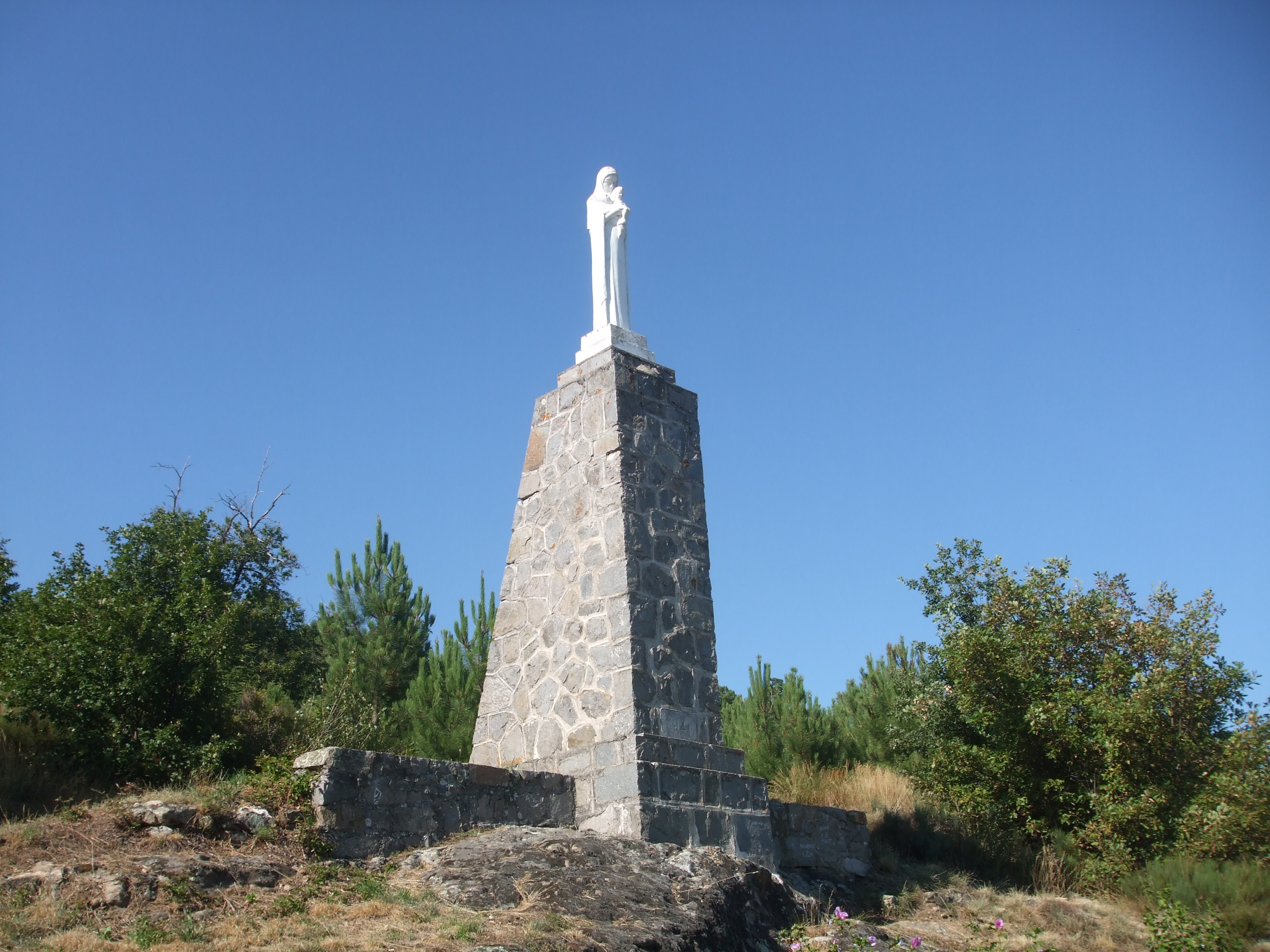
La Madone du Colombier a été érigée en 1941 pour protéger la commune.

La Seconde Guerre mondiale a été émaillée de quelques évènements notables. En début de guerre, l'idée a été lancée d'ériger une statue de la Vierge pour protéger Boulieu. La Madone du Colombier a ainsi été installée en 1941. En 1940, plus de 200 enfants de Lyon ont été hébergés pendant quelque temps. En 1943, ce sont 300 Allemands qui ont résidé notamment au château de Mars. L'évènement le plus grave a eu lieu le 7 août 1944: un car et un camion allemand transportant des cigarettes ont été attaqués par des maquisards. Les Allemands se sont d'abord enfui en laissant des habitants s'emparer de cigarettes. Mais le lendemain, une troupe allemande venue faire des fouilles a incendié deux maisons et tué trois personnes.

### Une urbanisation récente

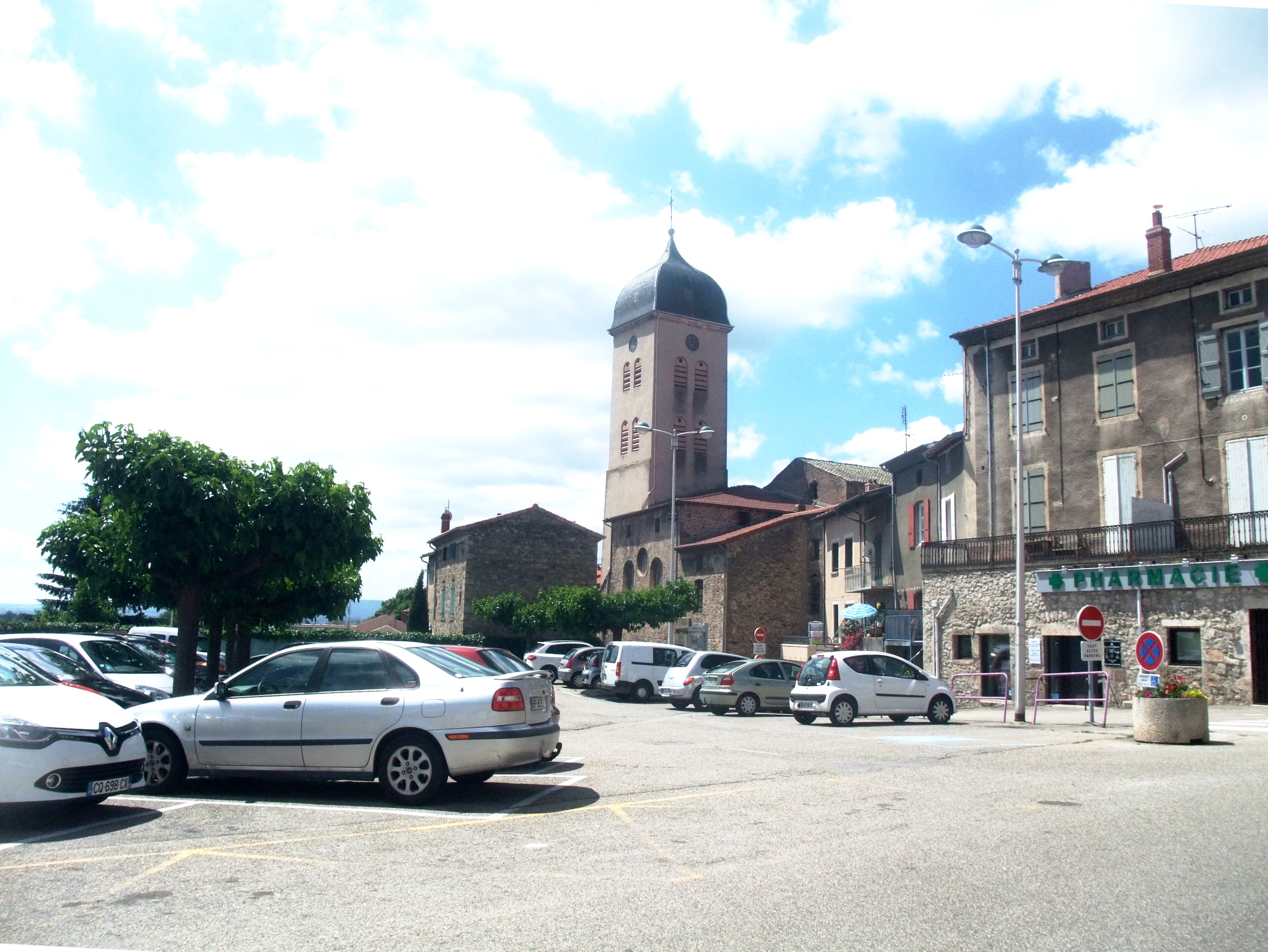
Le village a cherché à s'adapter à la vie moderne.

Dans les années 1960, l'implantation de villas s'est fortement accélérée, sur initiatives individuelles mais aussi en lotissements. Cette urbanisation s'est réalisée autour du bourg, mais aussi en divers points de la commune, ce qui a nécessité peu à peu d'imposer des limites réglementaires. Des aménagements collectifs ont dû suivre : réseaux d'énergie, assainissement, voies de circulation, écoles... Des salles et des équipements ont dû être aménagés pour la vie associative qui s'est aussi développée. Aujourd'hui, les problèmes d'espace contraignent à densifier l'habitat près du centre bourg.

## Politique et administration

### Liste des maires
| Période                                  | Période      | Identité               | Étiquette    | Qualité                                                                                          |
| ---------------------------------------- | ------------ | ---------------------- | ------------ | ------------------------------------------------------------------------------------------------ |
| Les données manquantes sont à compléter. |              |                        |              |                                                                                                  |
| 1884                                     | 1905         | Louis Mignot           |              |                                                                                                  |
| 1905                                     | 1933         | Louis Laurent Mignot   |              |                                                                                                  |
| 1933                                     | 1934         | Joseph Voulouzan       |              |                                                                                                  |
| 1934                                     | 1944         | Camille de Montgolfier |              |                                                                                                  |
| mai 1945                                 | 1969 (décès) | Joseph Monier          | DVD          | Suppléant de Paul Ribeyre de 1959 à 1969                                                         |
| 23 septembre 1969                        | mars 1983    | Henri Torre            | UDR puis UDF | Gérant de société Député de 1968 à 1980 Secrétaire d'État de 1973 à 1974 Sénateur de 1980 à 2008 |
| mars 1983                                | mars 2001    | Claude Grenier         | RPR          | Chef des Services à la Caisse d'Épargne                                                          |
| mars 2001                                | mars 2008    | Jean Vincent           |              |                                                                                                  |
| mars 2008                                | 25 mai 2020  | Céline Bonnet          | PS           | Fonctionnaire                                                                                    |
| 25 mai 2020                              | En cours     | Damien Bayle           |              | Ancien Président de l'Union des commerçants                                                      |

## Population et société

### Démographie
Ses habitants sont appelés les Bonloculiens.
L'évolution du nombre d'habitants est connue à travers les recensements de la population effectués dans la commune depuis 1793. Pour les communes de moins de 10 000 habitants, une enquête de recensement portant sur toute la population est réalisée tous les cinq ans, les populations de référence des années intermédiaires étant quant à elles estimées par interpolation ou extrapolation. Pour la commune, le premier recensement exhaustif entrant dans le cadre du nouveau dispositif a été réalisé en 2006.

En 2022, la commune comptait 2 255 habitants, en évolution de −0,79 % par rapport à 2016 (Ardèche : +2,48 %, France hors Mayotte : +2,11 %).
| 1793  | 1800  | 1806  | 1821  | 1831  | 1836  | 1841  | 1846  | 1851  |
| ----- | ----- | ----- | ----- | ----- | ----- | ----- | ----- | ----- |
| 1 184 | 1 163 | 1 175 | 1 267 | 1 225 | 1 097 | 1 192 | 1 203 | 1 198 |

| 1856  | 1861  | 1866  | 1872  | 1876  | 1881  | 1886  | 1891  | 1896  |
| ----- | ----- | ----- | ----- | ----- | ----- | ----- | ----- | ----- |
| 1 204 | 1 178 | 1 263 | 1 163 | 1 238 | 1 252 | 1 299 | 1 277 | 1 269 |

| 1901  | 1906  | 1911  | 1921  | 1926  | 1931  | 1936  | 1946  | 1954  |
| ----- | ----- | ----- | ----- | ----- | ----- | ----- | ----- | ----- |
| 1 269 | 1 286 | 1 290 | 1 156 | 1 208 | 1 274 | 1 224 | 1 155 | 1 229 |

| 1962  | 1968  | 1975  | 1982  | 1990  | 1999  | 2006  | 2011  | 2016  |
| ----- | ----- | ----- | ----- | ----- | ----- | ----- | ----- | ----- |
| 1 343 | 1 459 | 1 666 | 1 767 | 1 942 | 2 096 | 2 067 | 2 141 | 2 273 |

| 2021  | 2022  | - | - | - | - | - | - | - |
| ----- | ----- | - | - | - | - | - | - | - |
| 2 294 | 2 255 | - | - | - | - | - | - | - |

La population a connu pendant longtemps une stabilité peu courante dans la région: l'augmentation de l'activité agricole ne s'y fait pas remarquer par un accroissement de la population au XIXe siècle. En début de XXe siècle, l'exode rural est certainement compensé par l'activité industrielle. Dans la deuxième moitié du XXe siècle, l'implantation de villas commence plus tôt que dans d'autres communes et connait une augmentation régulière.

### Enseignement
La commune est rattachée à l'académie de Grenoble et compte l'école publique Saint-Exupéry de cinq classes et l'école Notre-Dame de dix classes. 
Il existe également une cantine intercommunale.
la commune compté également un accueil périscolaire, la crèche halte-garderie L'Arc-en-Ciel et un centre de loisirs AFR.

### Médias
La commune est située dans l'aire de distribution de deux organes de presse régionaux :
- L'Hebdo de l'Ardèche est un journal hebdomadaire français basé à Valence. Il couvre l'actualité de tout le département de l'Ardèche.
- Le Dauphiné libéré est un journal quotidien de la presse écrite française régionale distribué dans la plupart des départements de l'ancienne région Rhône-Alpes, notamment l'Ardèche. La commune est située dans la zone d'édition d'Annonay.

### Manifestations culturelles et festivités
- 1er mai : Brocante et tournoi annuel de l'étoile sportive.
- dernier week-end de juin : Fête de l'Été.
- en juillet : fête des hameaux.
- 1er week-end d'octobre : Boulieu Trail[49] (2011)
- en décembre : arrivée du Père Noël[50].

### Santé
Maison d'accueil pour personnes âgées Les Cerisiers.
Médecins généralistes, pédiatre, orthophoniste, sage-femme, pharmacie, dentiste, kinésithérapeutes, ostéopathe, psychologue, infirmiers.

### Sports
La commune possède une vie sportive riche. Les différentes associations sportives sont les suivantes :
- pour le football : l'Étoile Sportive Boulieu (ESB) ;
- pour la gymnastique : l'Aurore Sportive ;
- pour le judo : le Judo-club Roiffieux-Boulieu ;
- pour le basket-ball : Deûme Basket ;
- et d'autres associations telles le Multisport, la Fraternelle Boule, le Boulieu Trail…

### Cultes
La communauté catholique et l'église de Boulieu-lès-Annonay (propriété de la commune) est rattachée à la paroisse catholique Saint-Christophe-les-Annonay.

## Économie

### Revenus de la population et fiscalité
En 2011, le revenu fiscal médian par ménage était de 29 039 €, ce qui plaçait Boulieu-lès-Annonay au 17 616e rang parmi les 31 886 communes de plus de 49 ménages en métropole.
En 2009, 41,9 % des foyers fiscaux n'étaient pas imposables.

### Emploi
En 2009, la population âgée de 15 à 64 ans s'élevait à 1 317 personnes, parmi lesquelles on comptait 72,7 % d'actifs dont 66,8 % ayant un emploi et 5,9 % de chômeurs.
On comptait 438 emplois dans la zone d'emploi, contre 409 en 1999. Le nombre d'actifs ayant un emploi résidant dans la zone d'emploi étant de 886, l'indicateur de concentration d'emploi est de 49,4 %, ce qui signifie que la zone d'emploi offre un emploi pour deux habitants actifs.

### Entreprises et commerces
Au 31 décembre 2010, Boulieu-lès-Annonay comptait 141 établissements : 19 dans l’agriculture-sylviculture-pêche, 13 dans l'industrie, 17 dans la construction, 69 dans le commerce-transports-services divers et 23 étaient relatifs au secteur administratif.
En 2011, 19 entreprises ont été créées à Boulieu-lès-Annonay, dont 10 par des auto-entrepreneurs.

#### Des usines d'autrefois

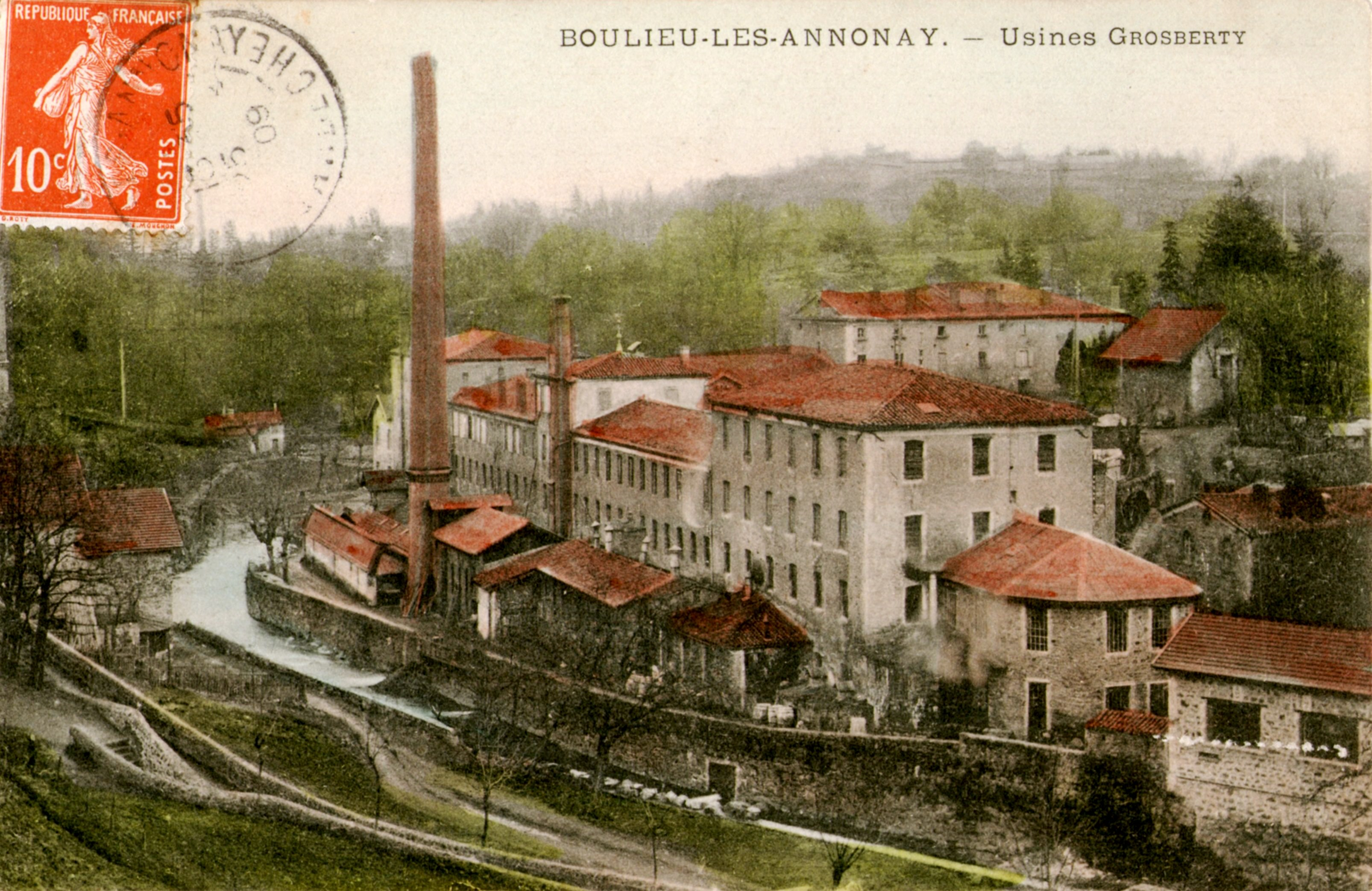
L'ancienne usine papetière de Grosberty, construite en 1817.

En fin de Moyen Âge, plusieurs moulins avaient su tirer parti de la force motrice de la rivière.
Au XIXe siècle, la population de Boulieu a pu profiter de l'extension de l'activité papetière qui avait été développée à Annonay par les familles de Montgolfier et Canson. En 1807, un des cousins, Jean-Baptiste de Montgolfier, avait fait construire une usine dans la commune voisine de Saint-Marcel. En 1817, il en fait construire une autre sur Boulieu au quartier de Grosberty. En 1864, une autre, moins importante, a été construite au Pont de la Pierre et en 1911 encore une autre à Saint-Marcel, au Moulin du Roy. Ces usines ont changé plusieurs fois d'appellation officielle et de propriétaire, mais toujours sous la direction de membres de la famille de Montgolfier. La production était orientée vers la fabrication de papiers spéciaux : papier fin pour l'industrie à base de chiffons ; papier sulfurisé, papier carbone à base de bois… L'usine de Grosberty a accueilli jusqu'à 300 ouvriers et ouvrières spécialisées, venant pour la plupart de Boulieu. Le travail, organisé en 3×8, a permis à de nombreux ouvriers paysans de prolonger l'existence de leurs exploitations. L'ambiance générale était familiale et a plutôt laissé de bons souvenirs. L'activité a progressivement décliné, notamment dans les années 1970. Face à la crise mondiale, les papeteries de la région ont réuni leurs forces déclinantes, puis ont intégré en 1976 le groupe Arjomari. En 2014, la seule usine restée en fonctionnement est le Moulin du Roy à St-Marcel, avec un site de commercialisation au Grand Mûrier (sur Annonay) pour la marque Canson.

#### Industries actuelles

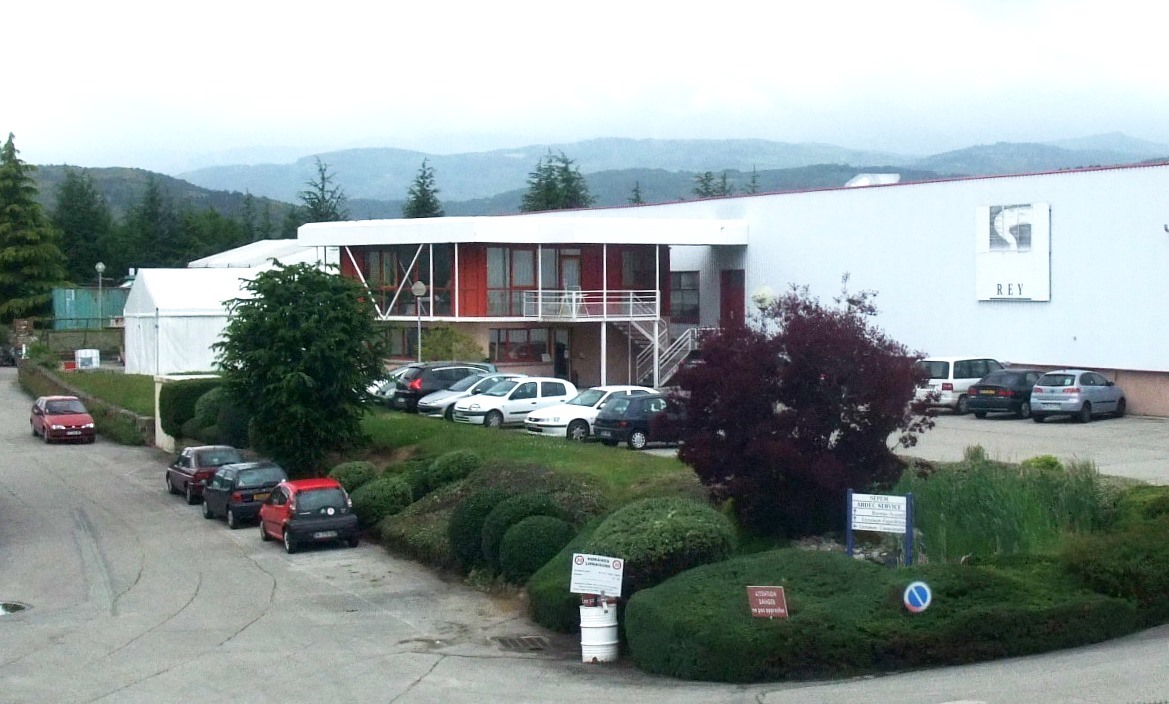
La commune totalise autour de 150 emplois industriels.

À la zone du Rivet, les bâtiments en bord de route ont été construits en 1988 pour abriter les soieries de Jean-Michel Girodet qui se trouvaient auparavant à Bourg-Argental. L'usine a employé jusqu'à 150 salariés vers 1990, mais la crise des années suivantes a conduit à un dépôt de bilan en 1998. La partie impression a été rachetée par la société iséroise Janin Textiles, mais qui a été aussi mise en liquidation en 2009 avec ses 30 employés. La partie teinture avait été reprise en 1998 par la création de la société S.A. Teint au sein du groupe Chrismatex. Lors de la faillite du groupe en 2007, l'activité teinture s'est poursuivie avec la création de la société indépendante Teinture des Cèdres. Celle-ci continue l'activité teinture à façon dans une partie des bâtiments avec une vingtaine d'employés. Les autres bâtiments de cet ensemble ont accueilli en 2011 un atelier de menuiserie et un commerce de matériaux de construction écologiques.
Plus loin dans la zone, un bâtiment a été repris en 2013 par une entreprise de travaux publics. Au fond de la zone, depuis 2000, un autre bâtiment indépendant abrite une métallerie.

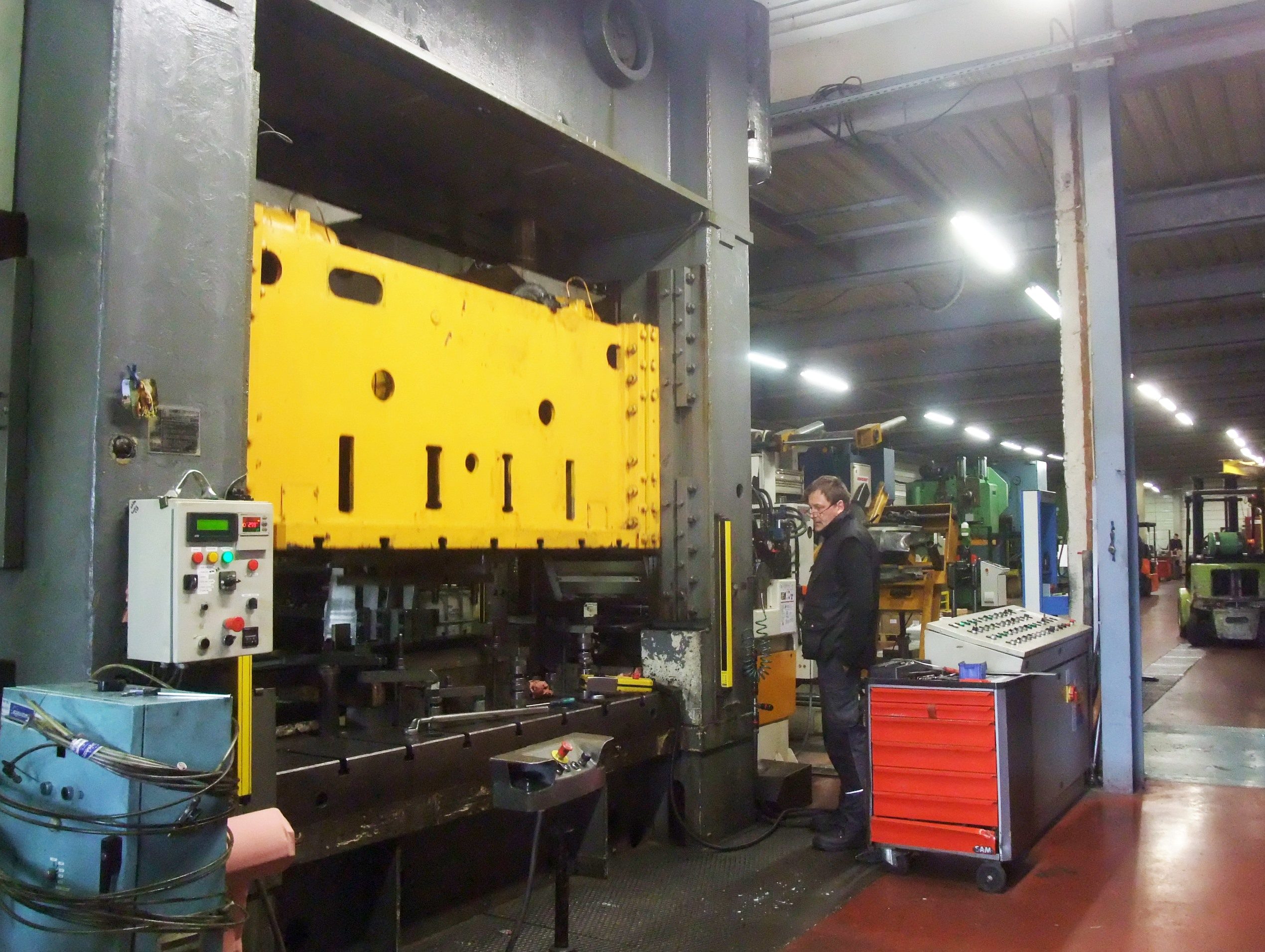
Ces P.M.E. diffusent leurs productions à l'échelon régional ou national.

En arrière de la route, un grand bâtiment de 2 400 m2 a accueilli en 1989 la Sepem (Société d'Exploitation des Plastiques Et des Métaux). Créée en 1964 à Bourg-Argental, cette entreprise familiale pratique l'application de revêtements variés sur objets en acier, aluminium ou bois. Elle emploie en 2013 une quarantaine de personnes.
Dans les anciennes papeteries de Grosberty, la société Genplast fabrique des films étirables pour l'industrie avec une vingtaine de salariés.
Sur le site de Marcou, la société Emboutimétal fabrique des pièces en métal pour l'industrie par découpage et emboutissage. La société Texatop réalise de l'outillage pour presses industrielles.
Sur le site de l'ancienne gare, les Soieries Vincent S.A. fabriquent des doublures de vêtements avec une quinzaine de salariés.

## Culture locale et patrimoine

### Lieux et monuments

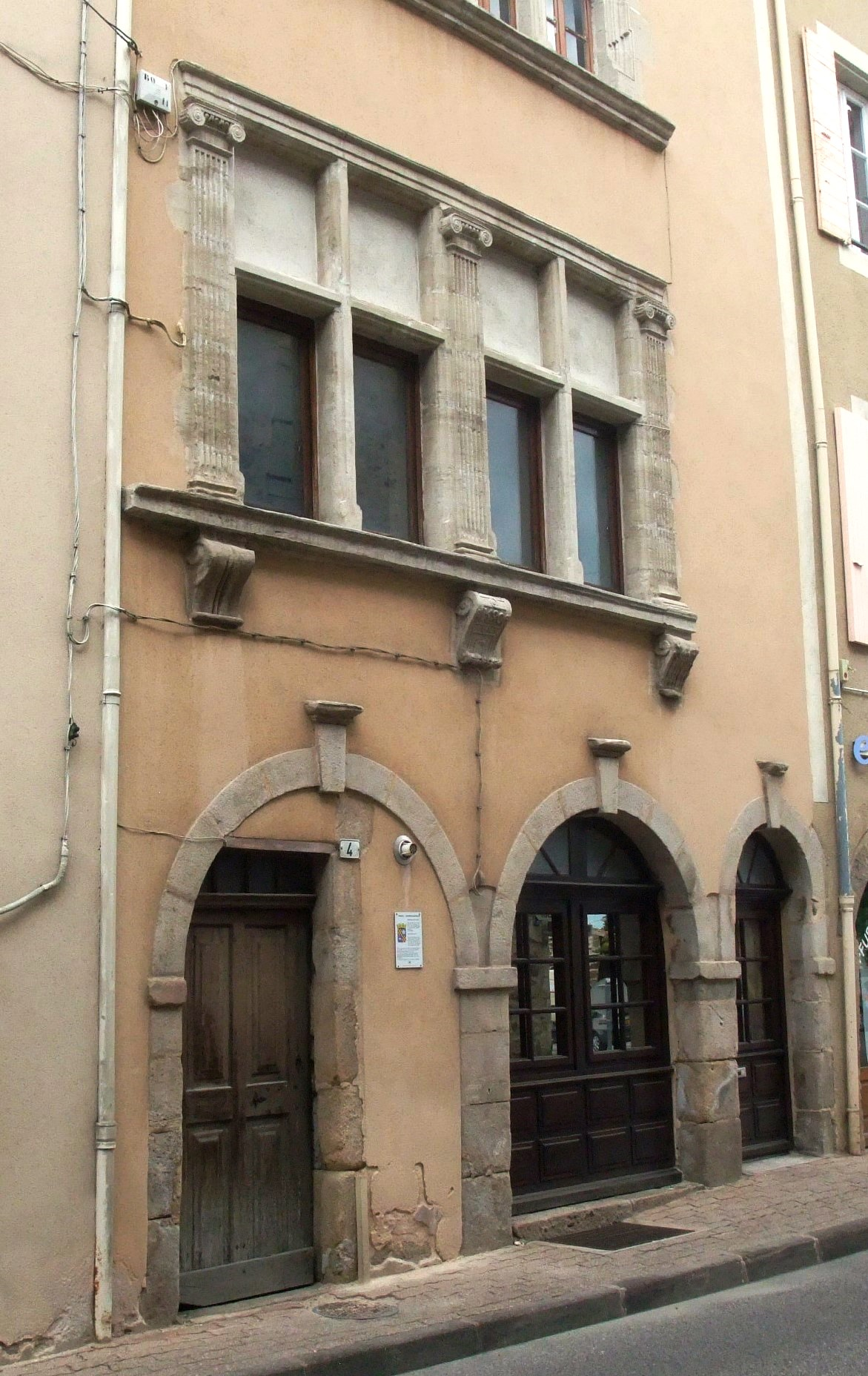
Dans la rue principale, la maison Renaissance classée Monument Historique.

#### Un village médiéval

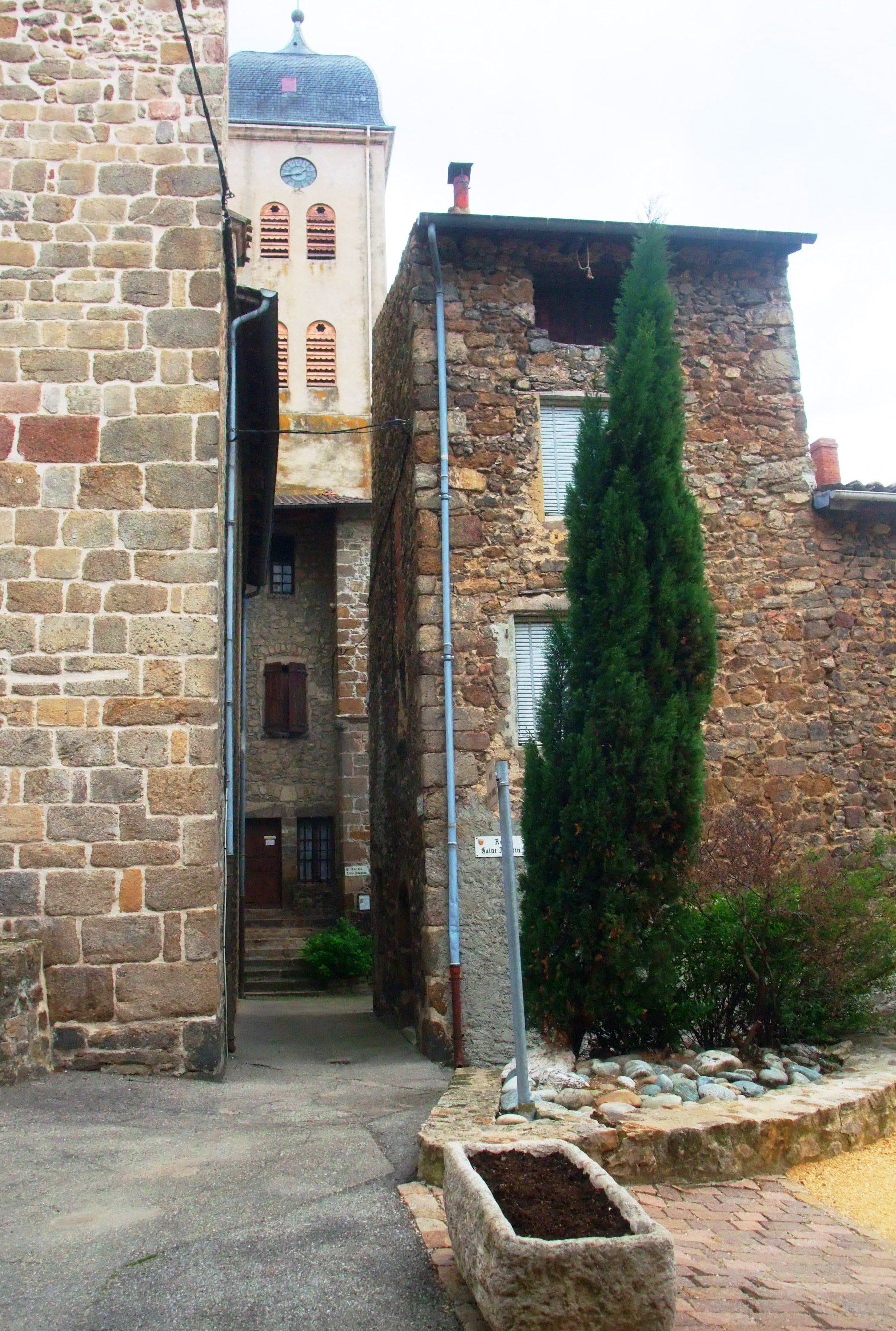
Une des ruelles du vieux centre.

Dans la rue principale, on ne retrouvera pas de façades anciennes sur le côté sud: toutes les maisons ont été réduites en 1845 pour élargir le passage de la « Route bleue ». Par contre, le côté nord possède encore des façades de maisons bourgeoises. Près de l'entrée Est, une maison seigneuriale du XVIe siècle, style Renaissance, avec fenêtres à meneaux et chapiteaux corinthiens, a été classée monument historique en 1978. À sa suite, trois autres maisons sont aussi remarquables. L'une d'entre elles possédait une petite chapelle gothique.
Dans les rues intérieures, on retrouvera d'autres éléments d'architecture ancienne : fenêtres à meneaux, portes Renaissance, pierres sculptées… La tour d'observation qui se trouvait au centre de l'ancien village a été démolie en 1878. La place de l'église a été agrandie en 1971 par la démolition du « Fort antique », qui était une ancienne prison.
Autour de l'église, la rue des Trois-Poupons, avec sa pierre sculptée, rappelle l'existence ancienne d'un cimetière pour enfants, dont on a retrouvé un sarcophage. Le fond de cette ancienne impasse servait de charnier pour les étrangers et les malades contagieux.
Des visites guidées sont proposées en été par les Compagnons du Patrimoine. Elles commencent par une présentation historique au rez-de-chaussée de la mairie où ont été rassemblés de multiples souvenirs du passé. Les visiteurs peuvent ensuite descendre dans les « caves d'enfer » où des salles ont été réaménagées selon leurs usages d'autrefois : caves à vin, haltes pour muletiers, ateliers d'artisans. C'est ensuite la visite des rues du village, jusqu'à l'ancien couvent des Ursulines.

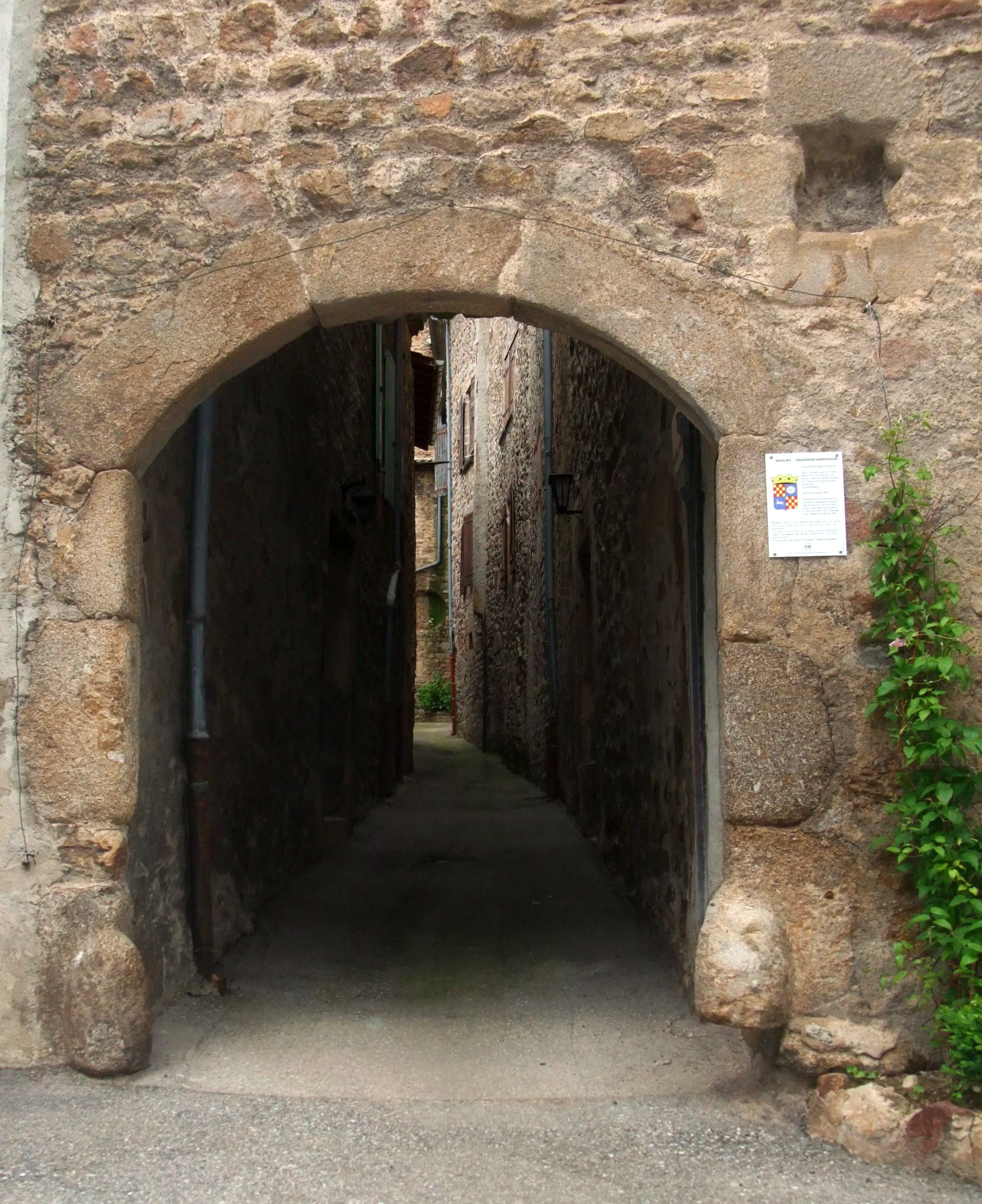
Une des anciennes portes secondaires.
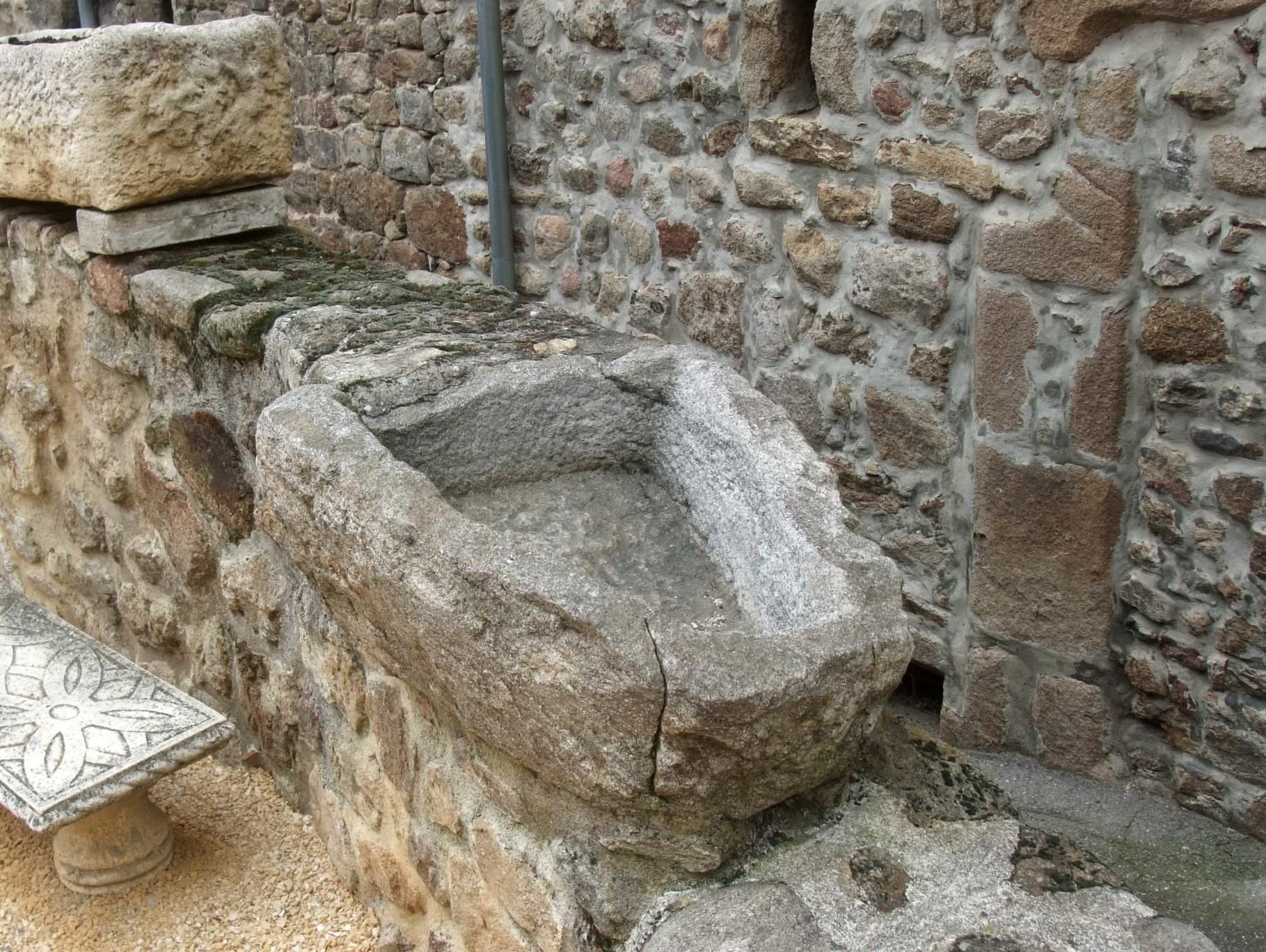
Un sarcophage pour enfants retrouvé dans le sol.
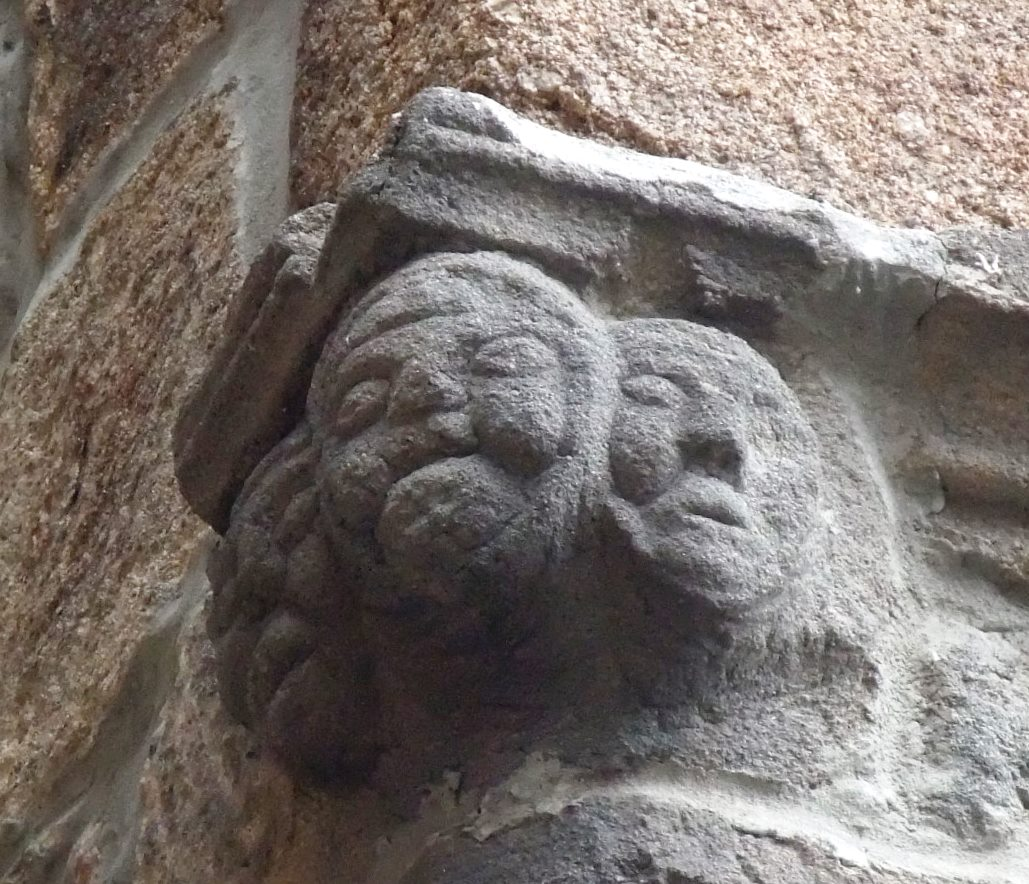
La sculpture dite des Trois Poupons.
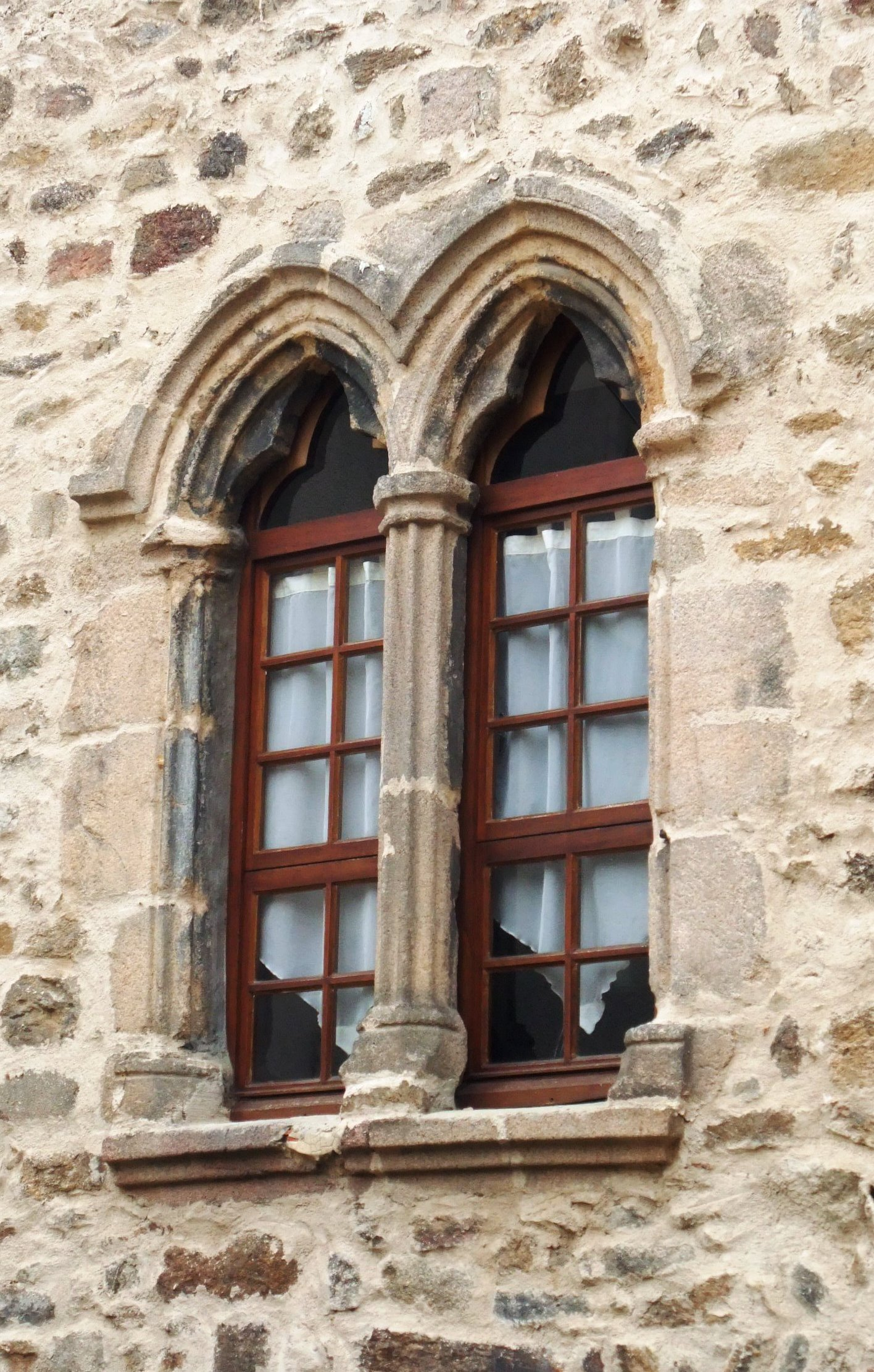
Une belle fenêtre double.
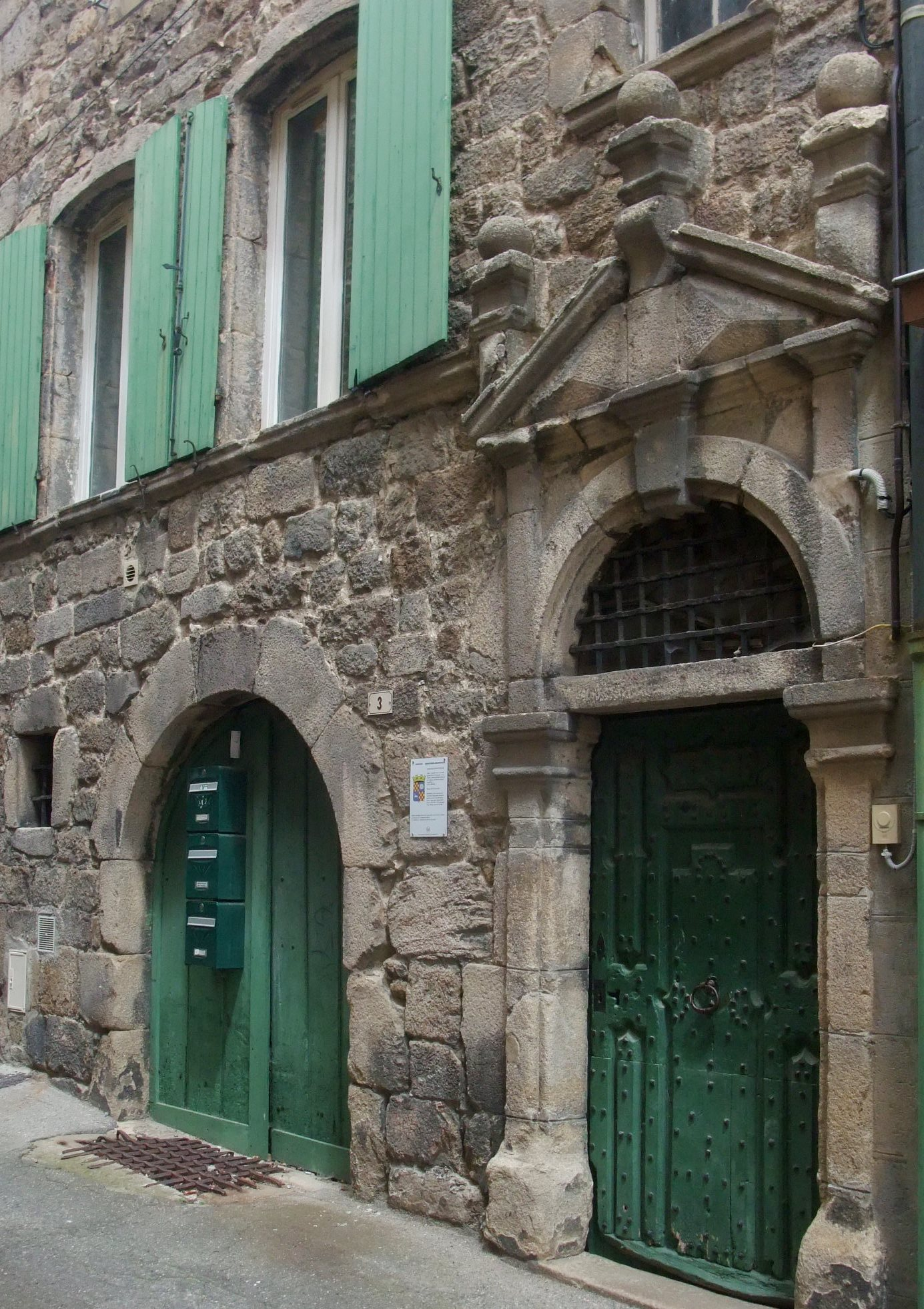
Une porte Renaissance bien conservée.

#### L'égliseSaint-Martinde Boulieu-lès-Annonay

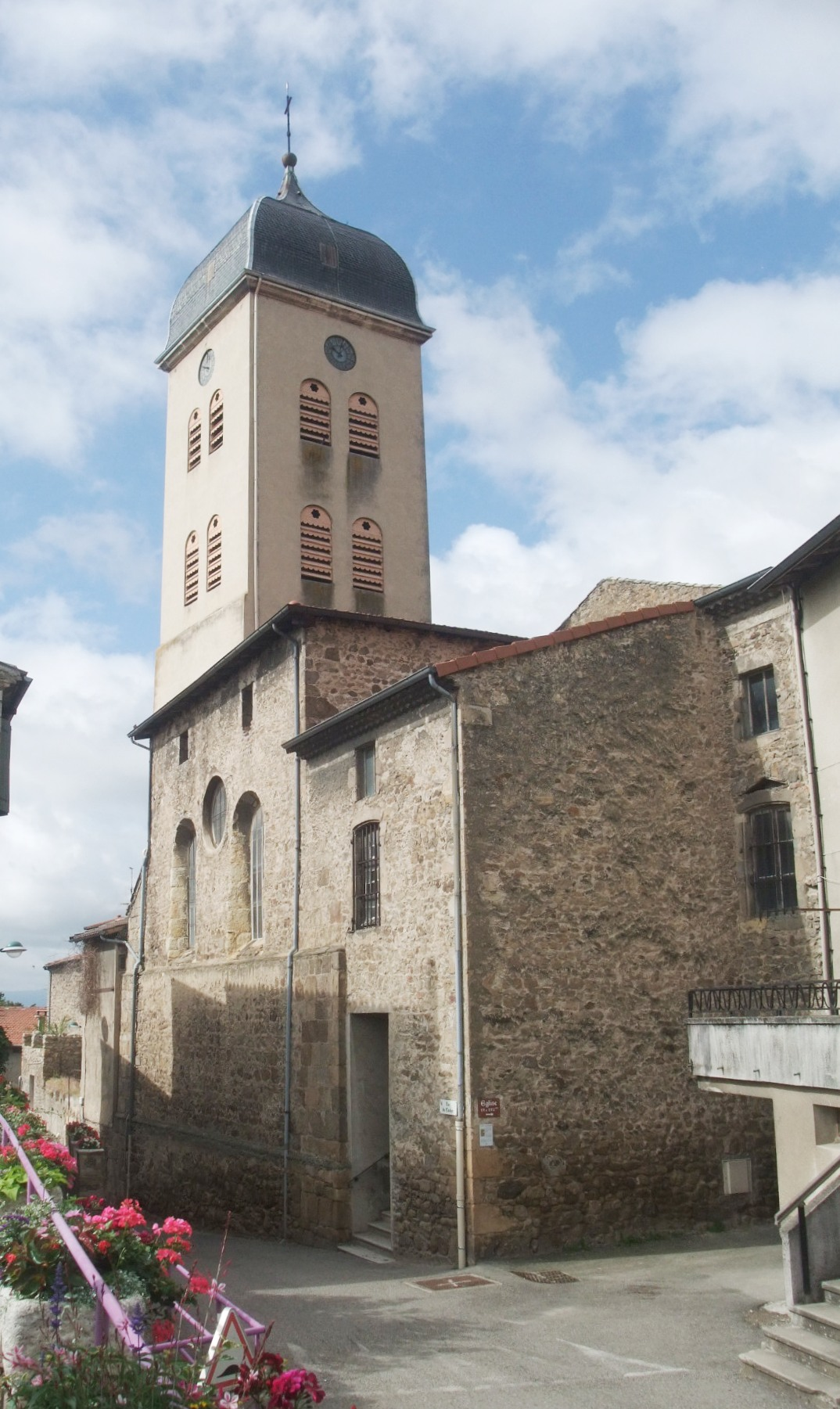
La partie Nord de l'église, construite en dépassant les fortifications.

Comme dans la plupart des villages, une église a dû exister à Boulieu dès les premiers siècles du christianisme. On ne connaît l'histoire du bâtiment actuel que depuis le XVIe siècle : l'église était alors plus étroite, et resserrée contre le mur d'enceinte. Elle a été agrandie en 1657, après un long conflit juridique entre les habitants de Boulieu et les religieux célestins de Colombier-le-Cardinal, qui en étaient les propriétaires. Le mur sud a été conservé, et on a reconstruit le reste en doublant la surface, avec un chœur qui a dépassé les limites des murailles. En 1688, on a rajouté des piliers intérieurs et des voûtes. Le clocher a été construit aussi à l'extérieur. Il a été rehaussé en 1850, avec un toit de style franc-comtois.
L'intérieur de l'église intègre plusieurs petites chapelles, qui étaient autrefois entretenues par des familles fortunées. Au sol, les grandes dalles témoignent que le sous-sol de l'église a servi de caveau. En décoration, on trouve quelques tableaux du XVIIe siècle. Les murs intérieurs ont été restaurés en 1945. Dans le chœur, les stalles du XVe siècle figurent dans les collections des Monuments Historiques. Le grand orgue est un Cavaillé-Coll acheté en 1960 et restauré en 2006. L'autel et le tabernacle ont été réalisés à partir de l'ancienne chaire par les Compagnons du Patrimoine.
Cette église, dédiée à  saint Martin, fut rattachée dans un premier temps à la paroisse catholique Saint-Christophe-lès-Annonay, avant de dépendre de la paroisse « Bienheureux Gabriel Longueville »  .

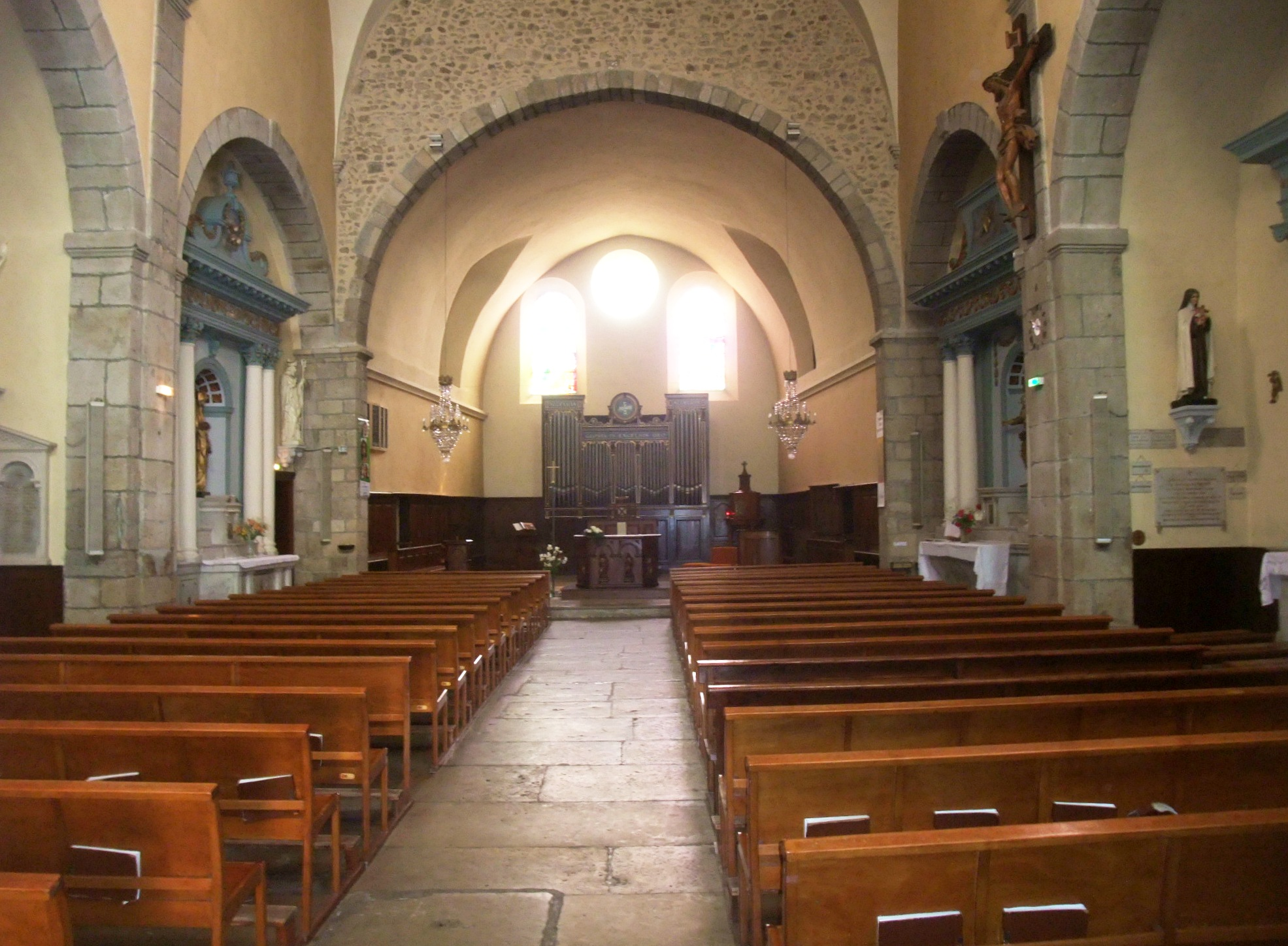
Un intérieur réaménagé en 1688.
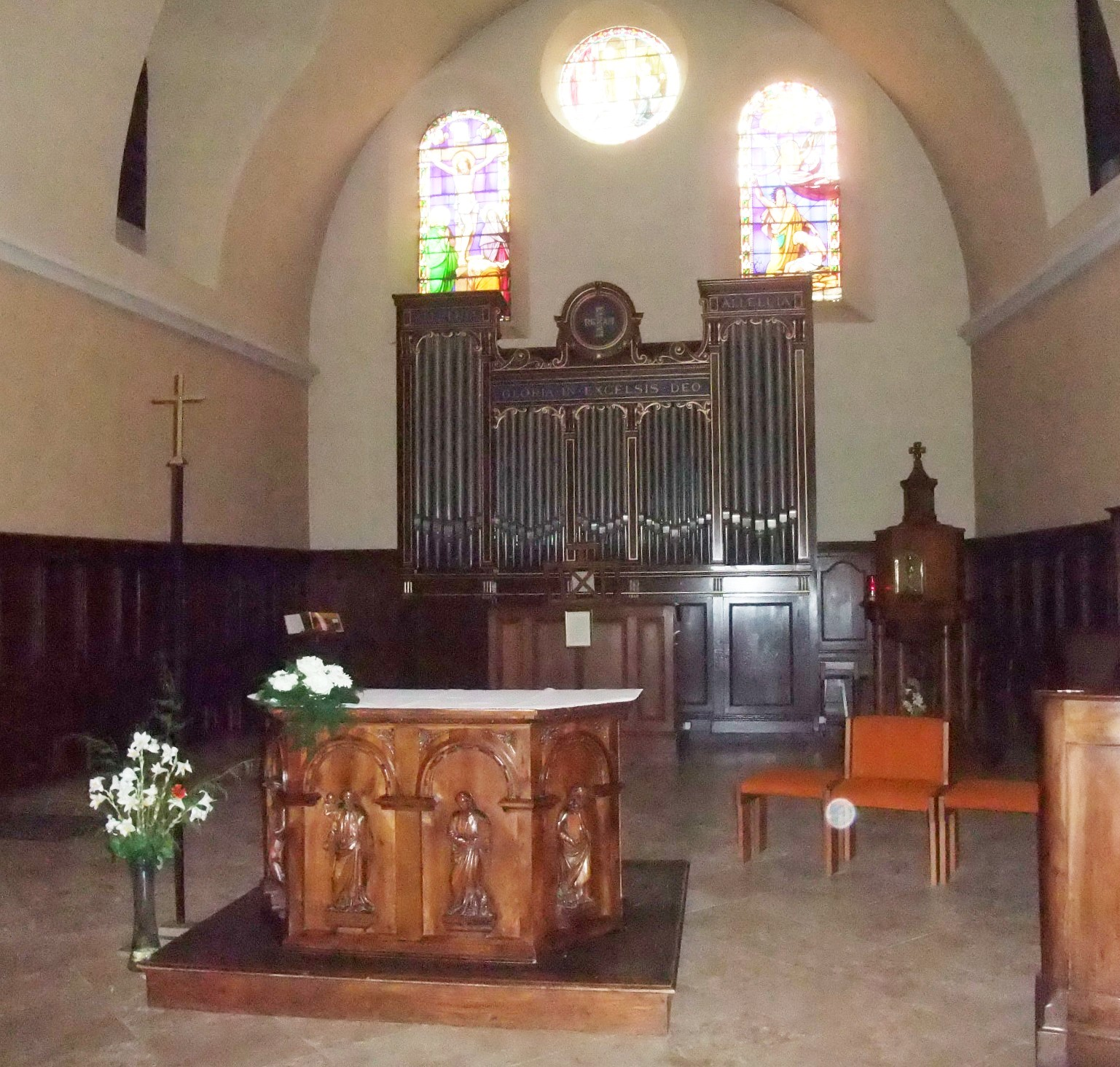
Un chœur rénové avec la participation de bénévoles.

- Chapelle des Ursulines de Boulieu-lès-Annonay.

### Patrimoine culturel

#### Associations

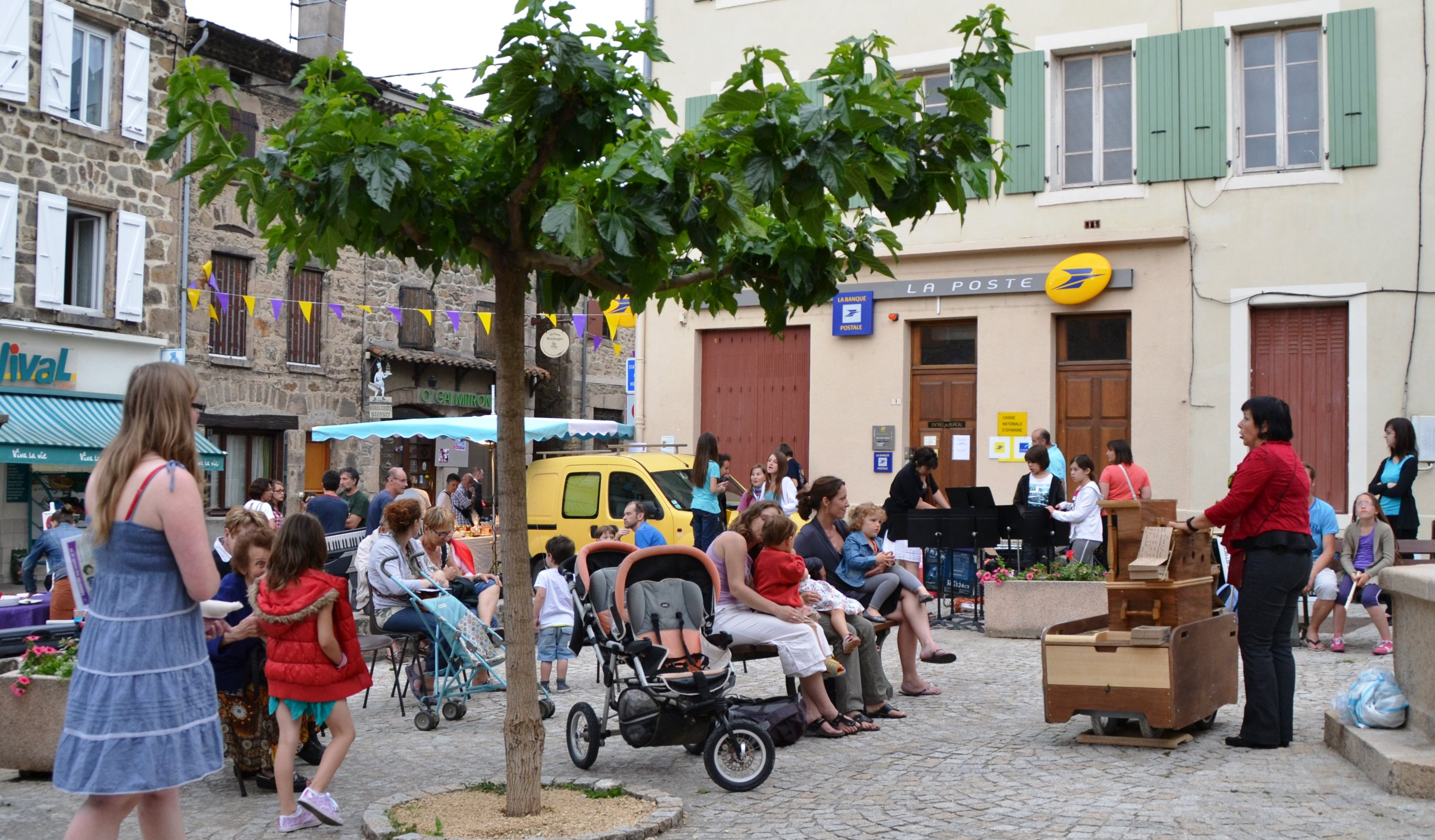
Une des animations de la Fête de la Musique 2013.

Sapeurs-pompiers (depuis 1886) et bientôt la fin, Fnaca, ACCA (1925), Aînés ruraux (1978), UCAB commerçants et artisans (1984).
Amicale laïque (1927/1952), AEP-Ogec (1947), Apel, AFR Familles Rurales pour yoga, gym, danse et sophrologie (1963).
Fraternelle Boule (1925), Étoile Sportive foot (1930), Aurore sportive (1938) gym (1961), Gymnastique volontaire (1974), Tennis (1983), Judo-club Roiffieux-Boulieu (1990), Deûme Basket (2007), Multisport Boulieu (2008), pétanque la Bonloculienne (1990), Aide aux sports mécaniques, Boulieu Trail (2011), DB Sport Auto (2012).
Société musicale (1890), Fanfare de l'Aurore sportive (1938), Les Accordéonistes Vivarois (1977), Chœur de l'Arc en Ciel (1993), Parents de l'École Départementale de Musique (2002), chorale D'Accord en Accords (2005).
Les Amis du Vieux Boulieu (1970), Les Compagnons du Patrimoine (2003), L'Oiseau Lire (2008).

#### Les Compagnons du Patrimoine
L'idée en est venue à la suite de la participation de bénévoles à la restauration de l'église en 1997. Son premier objectif a été la restauration de la chapelle funéraire des Ursulines, qui restait un des souvenirs de leur couvent. Une autre association « Les Verriers de la Déôme », s'est créée aussi à cette occasion pour confectionner des vitraux. La chapelle a été inaugurée en 2001, et l'association des Compagnons s'est constituée officiellement en 2003.

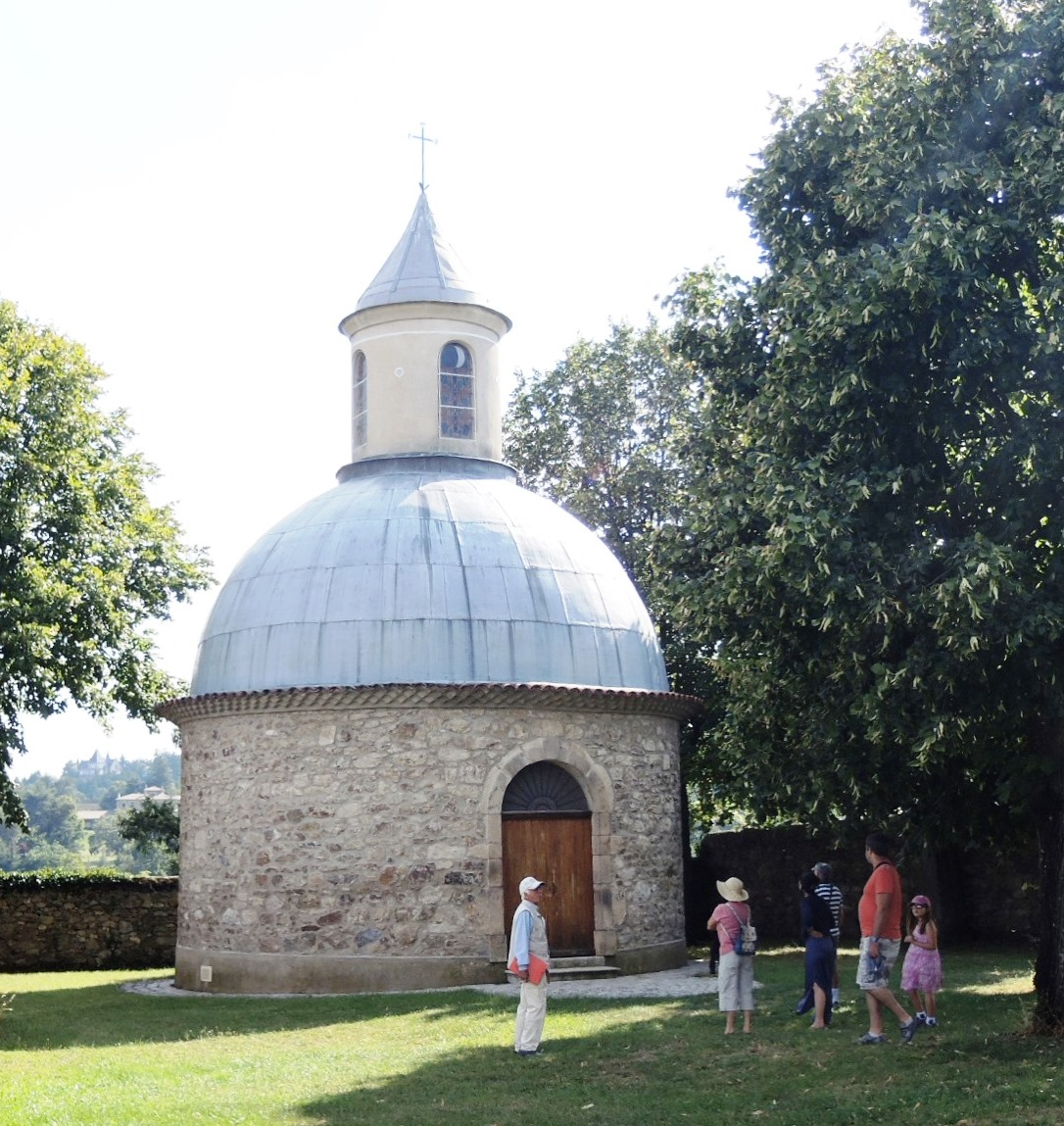
La chapelle funéraire des ursulines, patiemment restaurée.
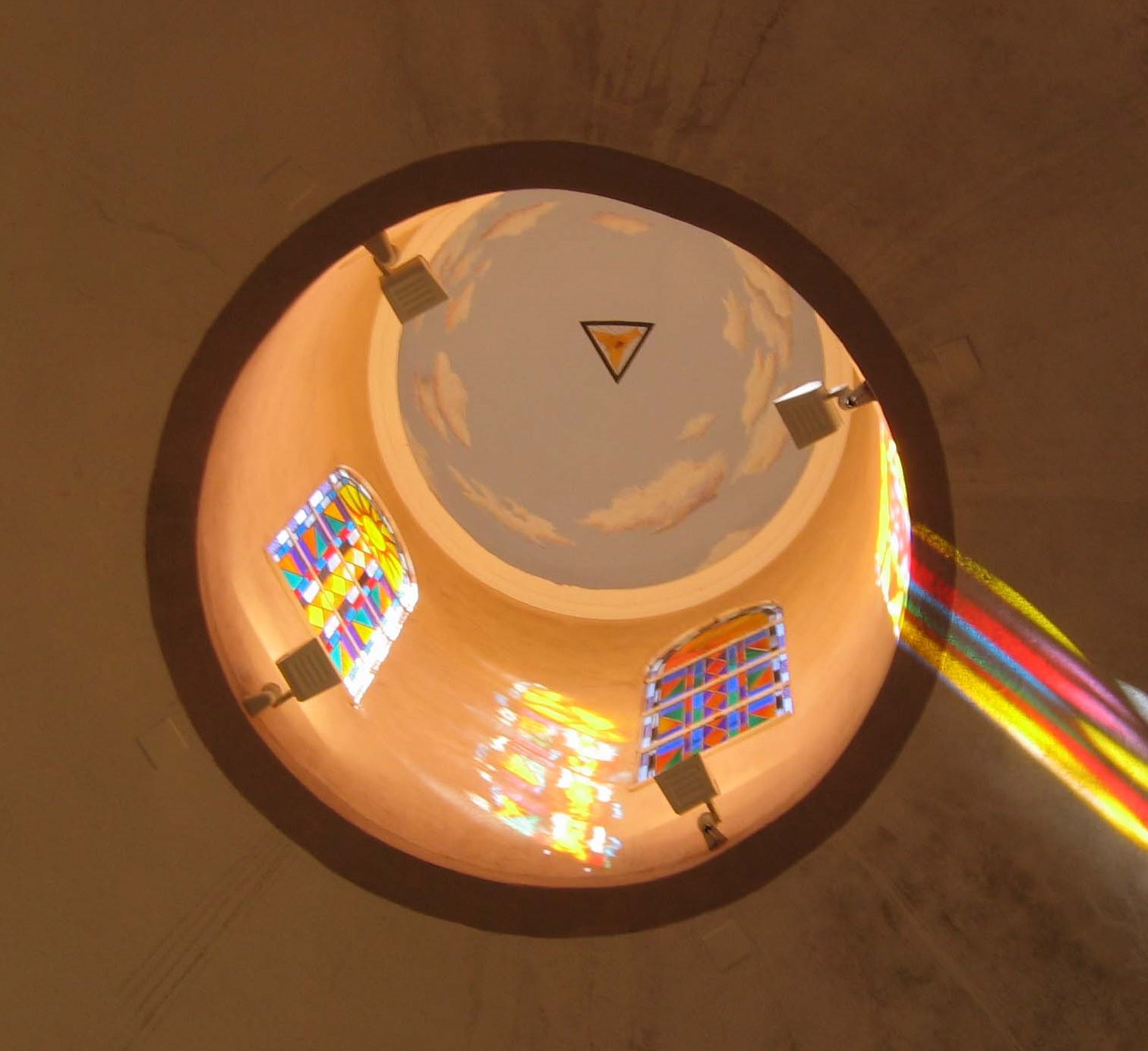
La coupole intérieure.
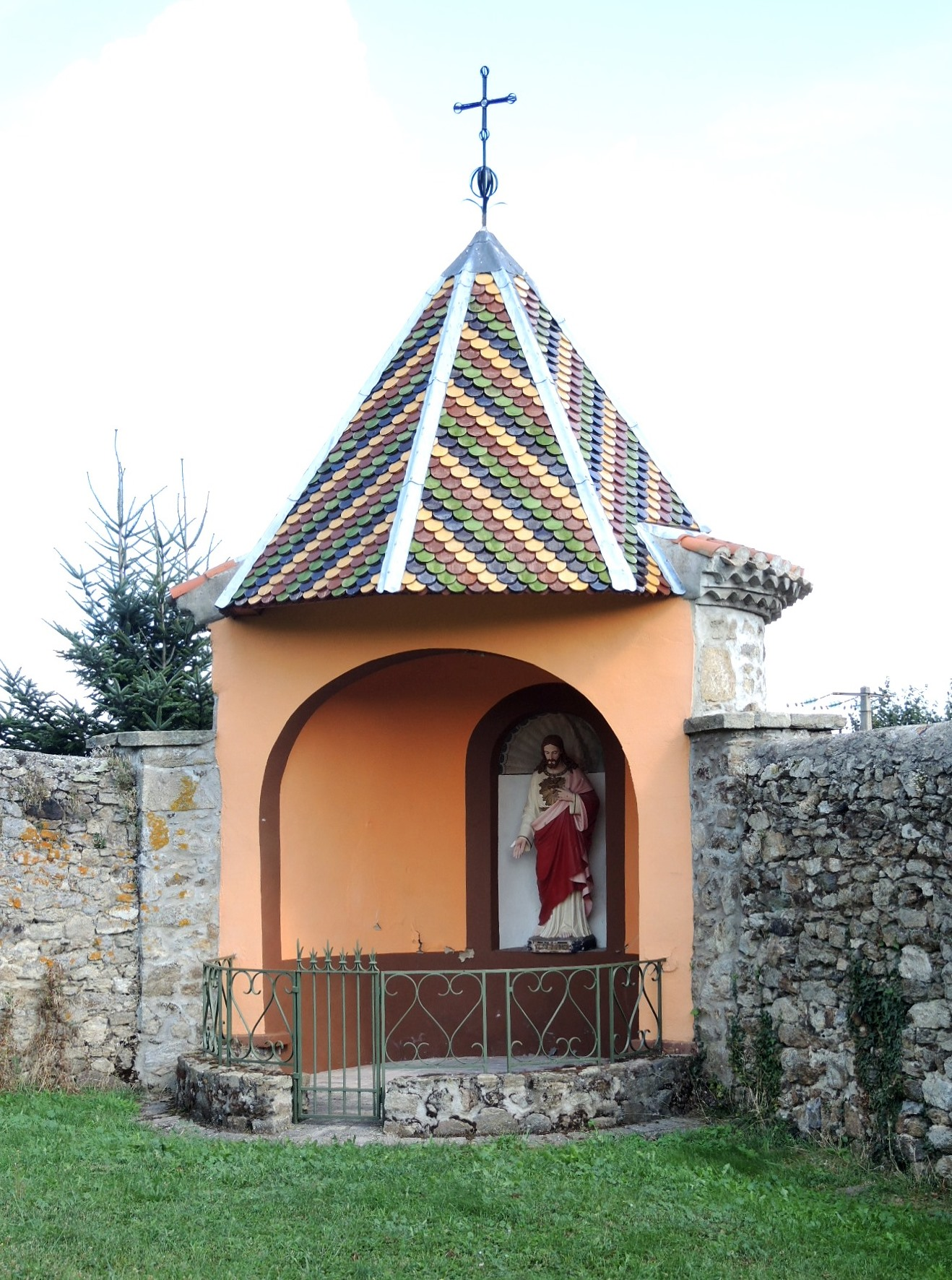
L'oratoire des ursulines.
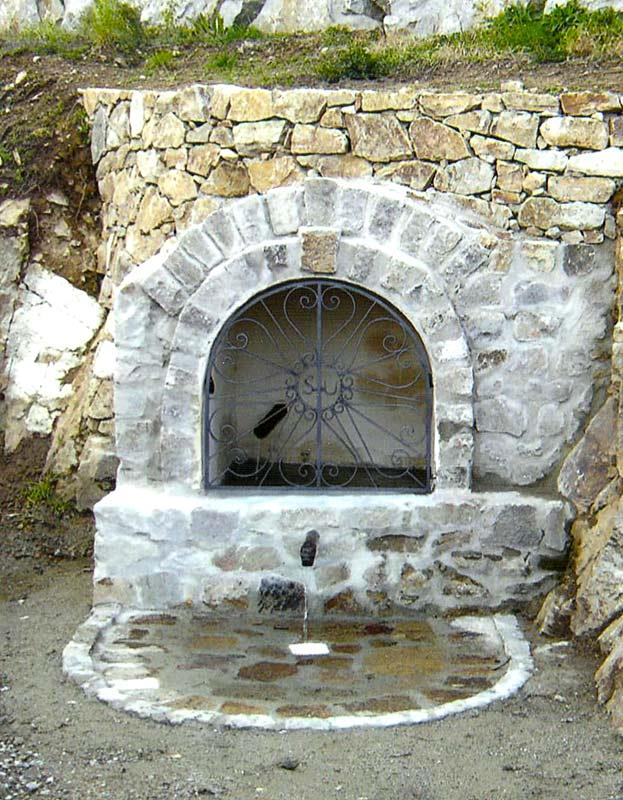
La source des ursulines, au bord de la départementale.

#### Les Accordéonistes Vivarois

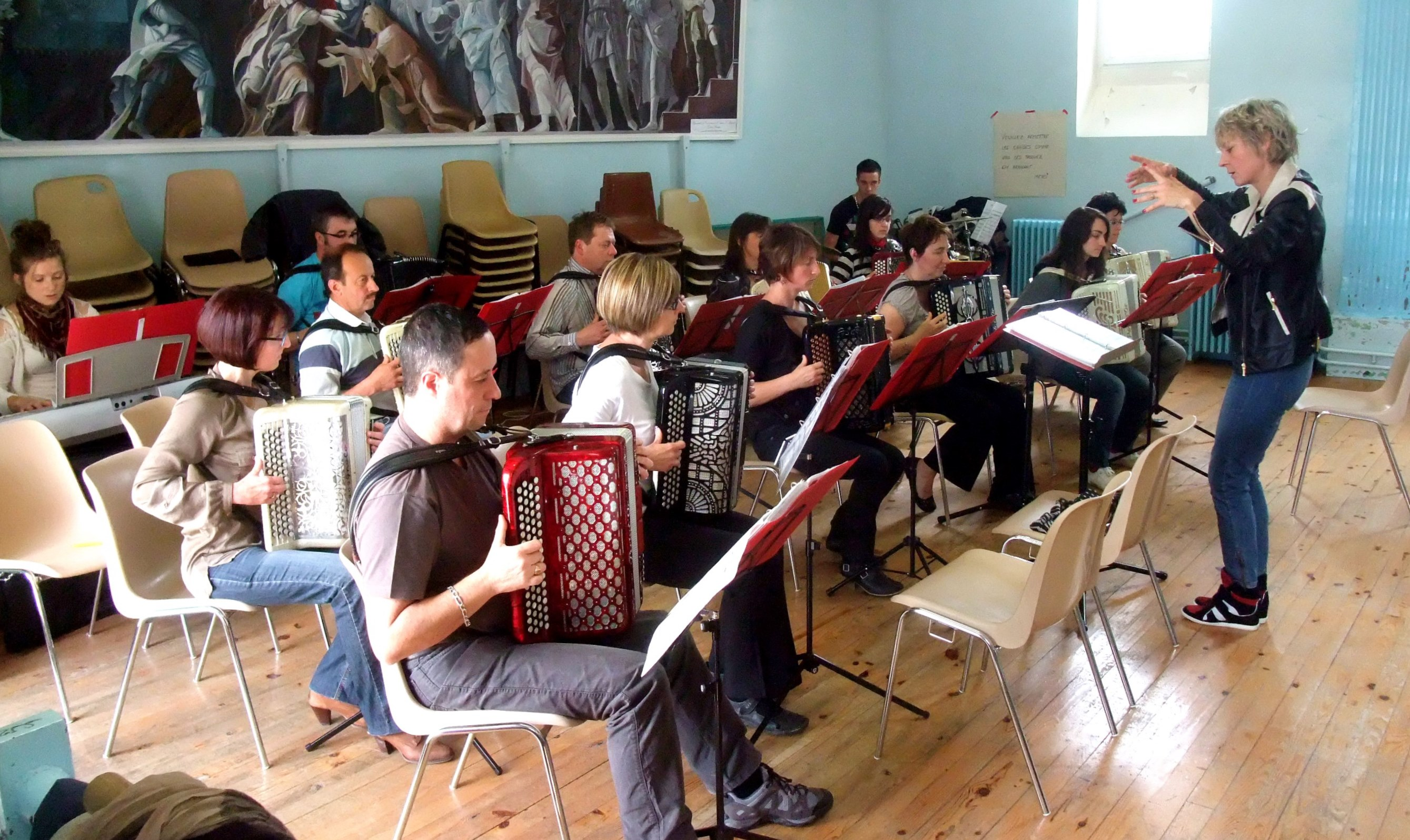
Un ensemble d'accordéonistes performants.

Ce regroupement d'accordéonistes fonctionne en fait comme une chorale, avec des parties différentes selon les regroupements d'instruments. Il travaille un répertoire de concert avec des morceaux classiques, contemporains ou de variétés, avec des partitions adaptées. Il a été fondé en 1977 et s'est d'abord appelé "Jeunes Accordéonistes Vivarois". Il compte actuellement une quinzaine de membres.

#### L'AFR "L'Arc en Ciel"

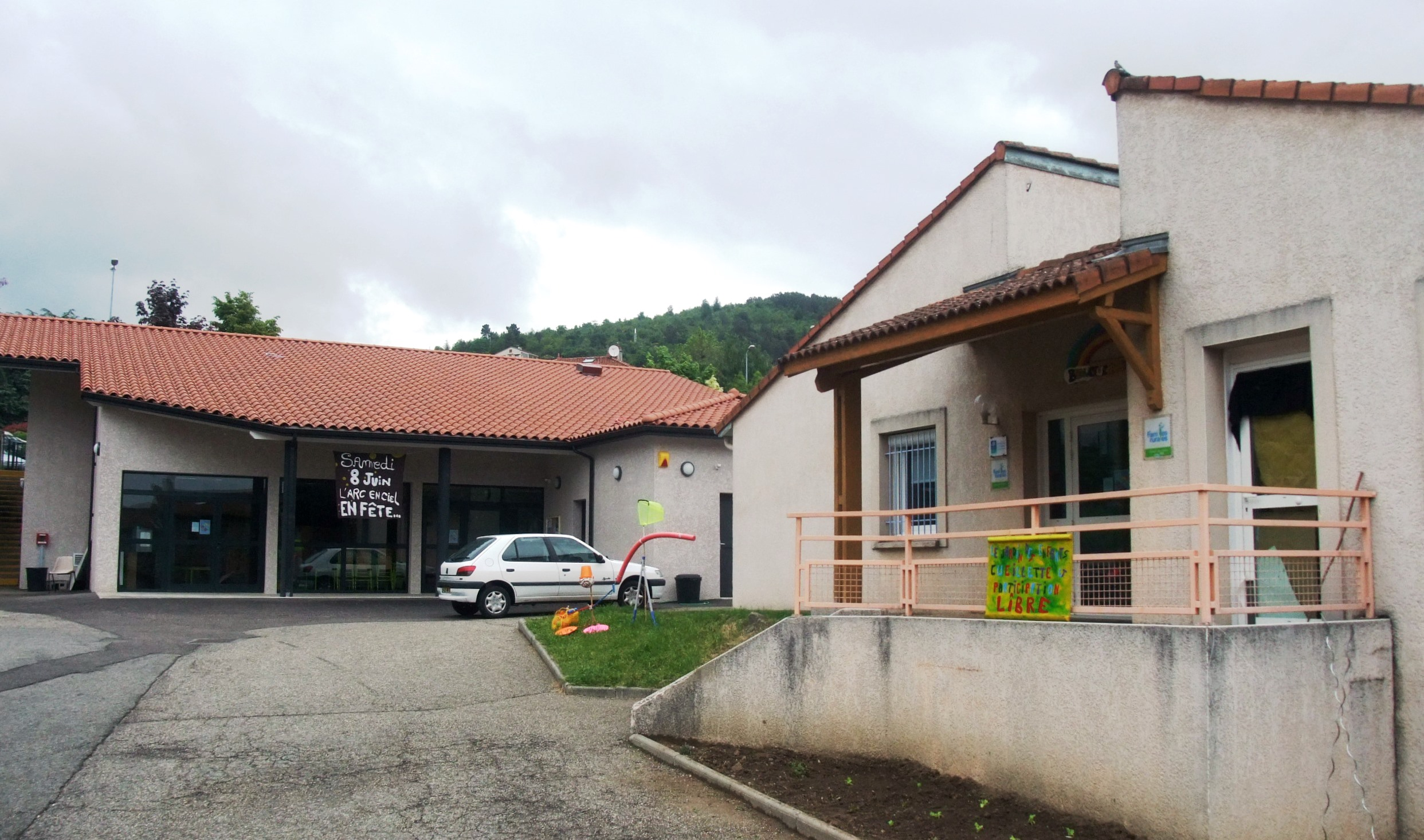
Le site d'accueil de l'Arc-en-Ciel.

Les Familles Rurales ont proposé dès 1963 des activités de loisirs à Boulieu. L'association a ensuite accueilli volontiers des habitants de St-Clair. En 1985, les habitants de Savas ont préféré eux aussi se rattacher à Boulieu plutôt que de fonder leur propre association. En 1972, c'est l'AFR qui a pris en charge la gestion de la crèche et halte-garderie. Cette structure a été également financée par St-Marcel, St-Clair et Savas. Ses locaux reçoivent aussi l'accueil périscolaire des deux écoles de Boulieu. En 2012, un nouveau bâtiment a permis d'installer sur le même site la cantine communale. Tous ces locaux accueillent aussi hors des temps scolaires les centres de loisirs et de vacances dont l'AFR encadre aussi l'organisation. Une politique volontariste de Boulieu et de ses communes voisines s'attache à donner des moyens importants à ces structures, en locaux et en personnel d'animation. L'AFR L'Arc en Ciel compte plus de 300 familles adhérentes et le centre de loisirs accueille une centaine d'enfants en été.

#### Quelques p'Arts le Soar

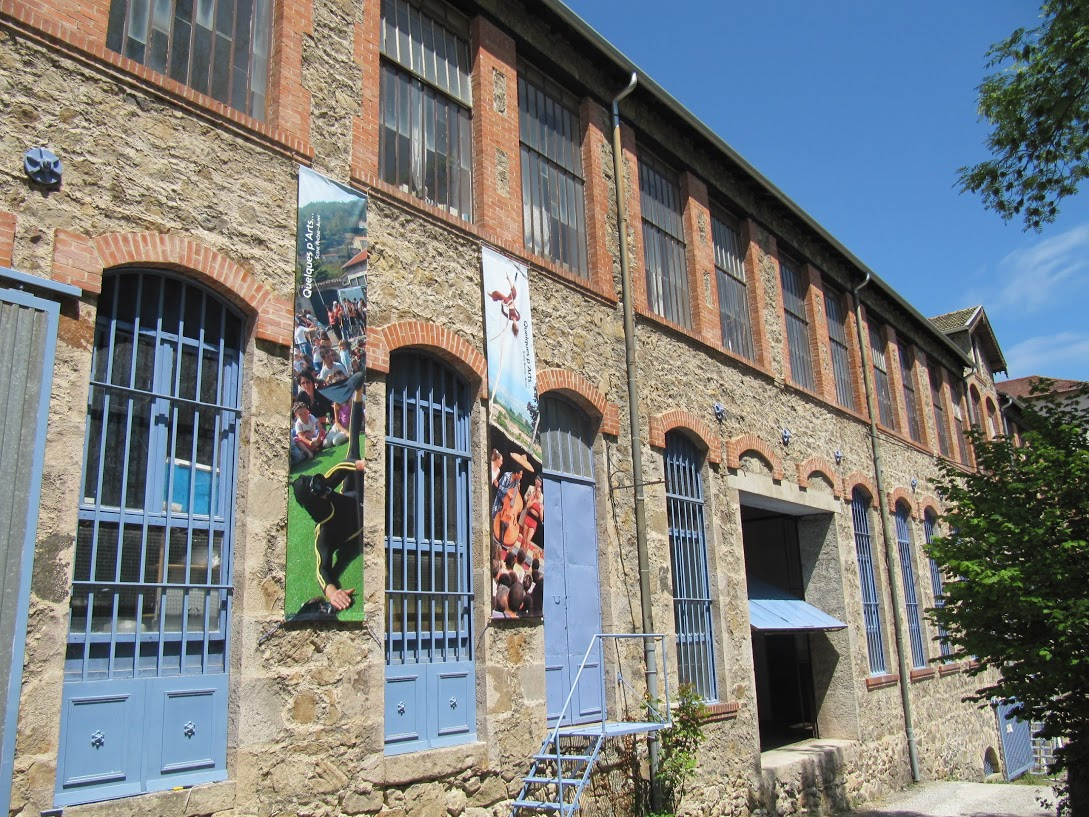
Les arts de la rue ont investi l'ancienne usine du quartier de Grusse.

L'ancienne usine de tissage Martin de Grusse, fermée dans les années 1950, a d'abord été réinvestie en 1994 par la Cie Albedo, qui y a accueilli aussi en résidences d'autres troupes des Arts de la rue. L'association « Quelques p'Arts le Soar » est venue quasiment lui succéder en 2005. Depuis le dernier Festival des Arts de la Rue d'Annonay, en 2002, Quelques p'Arts a continué le développement de ce secteur de création culturelle dans la région: avec une centaine de spectacles annuels dans une cinquantaine de communes, diverses actions d'animation et un soutien à la création. L'ancienne usine accueille notamment des résidences de travail avec espaces plateau, foyer, appartement et bureau. L'équipe de Quelques p'Arts comprend une douzaine de permanents. La structure a été labellisée Centre national des arts de la rue (CNAR) en 2013.

### Personnalités liées à la commune
- Jean-Marie Desfrançais de Lolme, homme politique né le 13 novembre 1758 à Boulieu-les-Annonay (Ardèche) et mort le 26 mars 1834 à Annonay (Ardèche).

### Héraldique
| Blason de Boulieu-lès-Annonay | Blason  | De gueules à la ville close d'un mur d'or, au chef cousu d'azur chargé de trois abeilles aussi d'or. |
| Blason de Boulieu-lès-Annonay | Détails | Le statut officiel du blason reste à déterminer.                                                     |

## Pour approfondir